# Liste des additifs alimentaires
Les additifs alimentaires sont des produits ajoutés aux denrées alimentaires dans le but d'en améliorer la conservation, le goût et l'aspect. Dans l'Union européenne, ils peuvent être désignés sur l'emballage des produits alimentaires par la lettre E (pour Europe) suivie d'un nombre de trois chiffres (le SIN ou Système international de numérotation).
L'Europe a entamé en 2019 une réévaluation toxicologique des additifs alimentaires autorisés en Europe.

## Généralités
Les additifs alimentaires sont définis par le règlement européen (CE) no 1333/2008 : « On entend par « additif alimentaire » toute substance habituellement non consommée comme aliment en soi et non utilisée comme ingrédient caractéristique dans l’alimentation, possédant ou non une valeur nutritive, et dont l’adjonction intentionnelle aux denrées alimentaires, dans un but technologique, au stade de leur fabrication, transformation, préparation, traitement, conditionnement, transport ou entreposage a pour effet, ou peut raisonnablement être estimée avoir pour effet, qu’elle devient elle-même ou que ses dérivés deviennent, directement ou indirectement, un composant de ces denrées alimentaires ».
Un additif est à différencier d'un adjuvant technologique, qui est utilisé à un moment dans le procédé de transformation agro-alimentaire mais retiré par la suite, et ne se trouve donc pas dans le produit final.
À un additif alimentaire autorisé ou étudié au niveau européen est assigné un code du type Exxx, parfois Exxxx, appelé numéro E. Les additifs sont classés selon leur catégorie, correspondant à leur fonction (E1xx pour les colorants, E2xx pour les conservateurs...). La liste exhaustive des additifs autorisés dans l'Union européenne constitue l'annexe II du règlement européen sur les additifs. Cependant, étant donné le développement de la liste et son caractère ouvert, la place occupée par un additif alimentaire dans la liste n'est plus nécessairement indicative de sa fonction. Chaque additif peut être autorisé avec ou sans restriction de quantité ou d'usage. Certains additifs peuvent être autorisés dans une zone géographique et interdits (ou d'usage restreint) dans une autre zone géographique.
Outre la règlementation européenne, la norme générale pour les additifs alimentaire (NGAA) du codex Alimentarius édité en collaboration par l'Organisation mondiale de la santé et l'Organisation des Nations unies pour l'alimentation et l'agriculture constitue le texte de référence sur les additifs : sans être légalement contraignante, cette norme fixe un cadre repris par la plupart des règlementations nationales, et liste notamment tant les additifs autorisés dans l'alimentation que les aliments auxquels ils peuvent être ajoutés. Les numéros adoptés dans cette liste sont les numéros SIN (Système international de numérotation), équivalents internationaux des numéros E.

## Liste abrégée des additifs alimentaires autorisés dans l'Union européenne
Colorants : E100 (i-ii) - E101 (i-ii) - E102 - E104 - E106 - E110 - E120 - E122 - E123 - E124 - E127 - E129 - E131 - E132 - E133 - E140 (i-ii) - E141 (i-ii) - E142 - E150 (a, b, c, d) - E151 - E153 - E155 - E160 (a[i-iv], b[i-ii], c, d[i-iii], e) - E161 (b[i-ii], g) - E162 - E163 (a, b, c, d, e, f - i-iv) - E170 (i-ii) - E171 - E172 (i-iii) - E173 - E174 - E175 - E180.
Conservateurs : E200 - E202 - E203 - E210 - E211 - E212 - E213 - E214 - E215 - E218 - E219 - E220 - E221 - E222 - E223 - E224 - E225 - E226 - E227 - E228 - E234 - E235 - E239 - E240 - E241 - E243 - E249 - E250 - E251 - E252 - E260 - E261 (i-ii) - E262 (i-ii) - E263 - E270 - E280 - E281 - E282 - E283 - E284 - E285 - E290 - E296 - E297.
Antioxydants : E300 - E301 - E302 - E304 (i-ii) - E306 - E307 (a, b, c) - E308 - E309 - E310 - E311 - E312 - E315 - E316 - E319 - E320 - E321. 
Autres additifs (émulsifiants, épaississants, stabilisants, gélifiants et régulateurs du pH) -
Lécithines : E322 (i-ii) ; Lactates : E325 - E326 - E327 ; 
Citrates : E330 - E331 (i-iii) - E332 (i-ii) - E333 (i-iii) ; 
Tartrates : E334 - E335 (i-ii) - E336 (i-ii) - E337; 
Orthophosphates : E338 - E339 (i-iii) - E340 (i-iii) - 341 (i-iii) - E343 (i-iii) ; 
Malates : - E350 (i-ii) - E351 (i-ii) - E352 (i-ii) ; 
Tartrates : E353 - E354; 
Adipates : E355 - E356 - E357 - E363  - E380 - E385 - E392 ;
Alginates : E400 - E401 - E402 - E403 - E404 - E405 - E406 - E407 (a) ;
Gommes : E410 - E412 - E413 - E414 (a) - E415 - E416 - E417 - E418 - (E420 (i-ii) - E421 reclassés sous édulcorants) - E422 - E425 (i-ii) - E426 - E427 - E431 - E432 - E433 - E434 - E435 - E436 - E440 (i-ii) - E442 -  E444 - E445 ; 
Diphosphates : E450 (i-viii) ;
Triphosphates : E451 (i-ii) - E452 (i-vi) ; 
Cyclodextrines : E459;
Dérivés cellulosiques : E460 (i-ii) - E461 - E462 - E463 - E464 - E465 - E466 - E468 - E469;
Dérivés d'acides gras alimentaires : E470 (a[i-ii], b[i-ii]) - E471 - E472 (a, b, c, d, e, f) - E473 (a) - E474 - E475 - E476 - E477 - E479b - 481 (i-ii) - E482 (i-ii) - E483 - E491 - E492 - E493 - E494 - E495 ;
Carbonates : E500 (i-iii) - E501 (i-ii) - E503 (i-ii) - E504 (i-ii) ;
Chlorures : E507 - E508 - E509 - E511 - E512;
Sulfates : E513 - E514 (i-ii) - E515 - E516 - E517 - E518 - E519 - E520 - E521 - E522 - E523 ; 
Hydroxydes : E524 - E525 - E526 - E527 - E528 - E529 - E530;
Ferrocyanures : E535 - E536 - E538 ; 
Phosphates : E541 (i-ii) ;
Silicates : E551 - E552 - E553 (a[i-iii], b[i-iii]) - E554 - E555 - E556 - E558 - E559 - E560;
Stéarates : E570 ; 
Gluconates : E574 - E575 - E576 - E577 - E578 - E579 - E585 - E586.
Exhausteurs de goût - Glutamates : E620 - E621 - E622 - E623 - E624 - E625;
Guanylates : E626 - E627 - E628 - E629; Inosinates : E630 - E631 - E632 - E633; 
Divers : E634 - E635 - E640 - E650 ;
Cires et hydrocarbures : E900 (a, b) - E901 - E902 - E903.
Gommes à mâcher : E904 ;
Glaces : E905 (a, b, c[i-ii], d, e, f, g) - E907 - E912 - E914 - E920 - E927b ; 
Gaz propulseurs, inerteur, conditionneur ou traceur : E938 - E939 - E941 - E942 - E943 (a, b) - E944 - E948 - E949. 
Édulcorants : (E420 (i-ii) - E421 anciennement classés dans gomme) - E950 - E951 - E952 (i-iv) - E953 - E954 (i-iv) - E955 - E957 - E959 - E961 - E962 - E965 (i-ii) - E966 - E967 - E968.
Divers : E999 (i-ii) - E1103 - E1105 - E1200 - E1201 - E1202 - E1203 - E1204 - E1205 ;
Amidons modifiés : E1404 - E1410 - E1412 - E1413 - E1414 - E1420 - E1422 - E1440 - E1442 - E1450 - E1451 - E1452;
Divers suite : E1505  - E1517 - E1518 - E1519 - E1520 - E1521

## Liste des additifs affectés d'un numéro E ou SIN

### Colorants
Les colorants alimentaires font partie des premiers additifs alimentaires historiquement employés et règlementés.
| No         | Nom(s)                                              | Commentaires | Commentaires | Commentaires |
| ---------- | --------------------------------------------------- | --- | --- | --- |
| E100       | Curcumines                                          | La curcumine est le pigment principal du curcuma, tous les deux peuvent être utilisés comme additifs dans de nombreuses préparations. | La curcumine est le pigment principal du curcuma, tous les deux peuvent être utilisés comme additifs dans de nombreuses préparations. | La curcumine est le pigment principal du curcuma, tous les deux peuvent être utilisés comme additifs dans de nombreuses préparations. |
| E100(i)    | Curcumine                                           | La curcumine désigne le composé chimique purifié. | La curcumine désigne le composé chimique purifié. | La curcumine désigne le composé chimique purifié. |
| E100(ii)   | Curcuma                                             | Le curcuma est la plante dont est extraite la curcumine. | Le curcuma est la plante dont est extraite la curcumine. | Le curcuma est la plante dont est extraite la curcumine. |
| E101       | Riboflavines                                        | Également appelée lactoflavine, cette vitamine est autorisée dans de nombreuses préparations. Sa DJA est de 0,5 mg/kg de mc. | Également appelée lactoflavine, cette vitamine est autorisée dans de nombreuses préparations. Sa DJA est de 0,5 mg/kg de mc. | Également appelée lactoflavine, cette vitamine est autorisée dans de nombreuses préparations. Sa DJA est de 0,5 mg/kg de mc. |
| E101(i)    | Riboflavine (vitamine B2)                           | Obtenue par synthèse chimique | Obtenue par synthèse chimique | Obtenue par synthèse chimique |
| E101(ii)   | Riboflavine-5′-phosphate                            | Dérivé phosphaté de la vitamine, également produit in vivo à partir de la riboflavine par réaction enzymatique. La forme sodique porte le numéro E 101 (ii). Parfois encore écrit « E 106 ». | Dérivé phosphaté de la vitamine, également produit in vivo à partir de la riboflavine par réaction enzymatique. La forme sodique porte le numéro E 101 (ii). Parfois encore écrit « E 106 ». | Dérivé phosphaté de la vitamine, également produit in vivo à partir de la riboflavine par réaction enzymatique. La forme sodique porte le numéro E 101 (ii). Parfois encore écrit « E 106 ». |
| E101(iii)  | Riboflavine                                         | Produite par fermentation bactérienne à partir de Bacillus subtilis transgénique. | Produite par fermentation bactérienne à partir de Bacillus subtilis transgénique. | Produite par fermentation bactérienne à partir de Bacillus subtilis transgénique. |
| E102       | Tartrazine                                          | Colorant azoïque de synthèse, la tartrazine est autorisée à hauteur de 50 mg/kg dans les soupes et potages. Sa DJA est de 7,5 mg/kg de mc/jour. Elle a été un temps interdite dans certains pays, mais la plupart ont levé cette interdiction en raison de l'harmonisation des règlementations qui accompagne la mondialisation. Son usage doit s'accompagner en France de la mention « Peut avoir des effets indésirables sur l’activité et l’attention chez les enfants ».                       | Colorant azoïque de synthèse, la tartrazine est autorisée à hauteur de 50 mg/kg dans les soupes et potages. Sa DJA est de 7,5 mg/kg de mc/jour. Elle a été un temps interdite dans certains pays, mais la plupart ont levé cette interdiction en raison de l'harmonisation des règlementations qui accompagne la mondialisation. Son usage doit s'accompagner en France de la mention « Peut avoir des effets indésirables sur l’activité et l’attention chez les enfants ».                       | Colorant azoïque de synthèse, la tartrazine est autorisée à hauteur de 50 mg/kg dans les soupes et potages. Sa DJA est de 7,5 mg/kg de mc/jour. Elle a été un temps interdite dans certains pays, mais la plupart ont levé cette interdiction en raison de l'harmonisation des règlementations qui accompagne la mondialisation. Son usage doit s'accompagner en France de la mention « Peut avoir des effets indésirables sur l’activité et l’attention chez les enfants ».                       |
| E103       | Chrysoïne S                                         | L'alkannine, ou jaune chrysoïne S, est un colorant naturel brun-rouge extrait de l'orcanette des teinturiers. Toxique, il est interdit depuis 1978. | L'alkannine, ou jaune chrysoïne S, est un colorant naturel brun-rouge extrait de l'orcanette des teinturiers. Toxique, il est interdit depuis 1978. | L'alkannine, ou jaune chrysoïne S, est un colorant naturel brun-rouge extrait de l'orcanette des teinturiers. Toxique, il est interdit depuis 1978. |
| E104       | Jaune de quinoléine                                 | Le jaune de quinoléine est un colorant de synthèse. Sa DJA est de 10 mg/kg mc. Il est interdit au japon et dans l'alimentation aux États-Unis. Son usage doit s'accompagner en France de la mention « Peut avoir des effets indésirables sur l’activité et l’attention chez les enfants ». | Le jaune de quinoléine est un colorant de synthèse. Sa DJA est de 10 mg/kg mc. Il est interdit au japon et dans l'alimentation aux États-Unis. Son usage doit s'accompagner en France de la mention « Peut avoir des effets indésirables sur l’activité et l’attention chez les enfants ». | Le jaune de quinoléine est un colorant de synthèse. Sa DJA est de 10 mg/kg mc. Il est interdit au japon et dans l'alimentation aux États-Unis. Son usage doit s'accompagner en France de la mention « Peut avoir des effets indésirables sur l’activité et l’attention chez les enfants ». |
| E105       | Jaune solide                                        | Le jaune solide est un colorant azoïque de synthèse. Toxique (et notamment allergisant), il n'est plus utilisé ni en Europe, ni aux États-Unis. | Le jaune solide est un colorant azoïque de synthèse. Toxique (et notamment allergisant), il n'est plus utilisé ni en Europe, ni aux États-Unis. | Le jaune solide est un colorant azoïque de synthèse. Toxique (et notamment allergisant), il n'est plus utilisé ni en Europe, ni aux États-Unis. |
| E106       | 5'-Phosphate sodique de riboflavine                 | Voir aussi E101a(ii) : Il s'agit de la forme sodique du phosphate de riboflavine, plus soluble dans l'eau. | Voir aussi E101a(ii) : Il s'agit de la forme sodique du phosphate de riboflavine, plus soluble dans l'eau. | Voir aussi E101a(ii) : Il s'agit de la forme sodique du phosphate de riboflavine, plus soluble dans l'eau. |
| E107       | Jaune 2G                                            | Le jaune 2G est un colorant azoïque de synthèse. Fortement allergisant, son usage est interdit. | Le jaune 2G est un colorant azoïque de synthèse. Fortement allergisant, son usage est interdit. | Le jaune 2G est un colorant azoïque de synthèse. Fortement allergisant, son usage est interdit. |
| E110       | Jaune orangé S                                      | Colorant de synthèse, le jaune orangé sunset est autorisé dans de nombreux produits, à hauteur de 400 mg/kg au maximum. Sa DJA est de 2,5 mg/kg mc. Son usage doit s'accompagner en France de la mention « Peut avoir des effets indésirables sur l’activité et l’attention chez les enfants ». | Colorant de synthèse, le jaune orangé sunset est autorisé dans de nombreux produits, à hauteur de 400 mg/kg au maximum. Sa DJA est de 2,5 mg/kg mc. Son usage doit s'accompagner en France de la mention « Peut avoir des effets indésirables sur l’activité et l’attention chez les enfants ». | Colorant de synthèse, le jaune orangé sunset est autorisé dans de nombreux produits, à hauteur de 400 mg/kg au maximum. Sa DJA est de 2,5 mg/kg mc. Son usage doit s'accompagner en France de la mention « Peut avoir des effets indésirables sur l’activité et l’attention chez les enfants ». |
| E111       | Orange GGN, orange d'α-naphtol                      | Colorant issu de la chimie du pétrole, il est interdit d'usage alimentaire depuis 1978 en raison de la découverte de sa toxicité. | Colorant issu de la chimie du pétrole, il est interdit d'usage alimentaire depuis 1978 en raison de la découverte de sa toxicité. | Colorant issu de la chimie du pétrole, il est interdit d'usage alimentaire depuis 1978 en raison de la découverte de sa toxicité. |
| E120       | Acide carminique (ou carmin)                        | Aussi appelé rouge de cochenille, ce colorant d'origine naturelle est utilisé dans un grand nombre de préparations. Le composé lui-même peut être préparé par synthèse chimique, mais le colorant alimentaire autorisé est extrait d'insectes. | Aussi appelé rouge de cochenille, ce colorant d'origine naturelle est utilisé dans un grand nombre de préparations. Le composé lui-même peut être préparé par synthèse chimique, mais le colorant alimentaire autorisé est extrait d'insectes. | Aussi appelé rouge de cochenille, ce colorant d'origine naturelle est utilisé dans un grand nombre de préparations. Le composé lui-même peut être préparé par synthèse chimique, mais le colorant alimentaire autorisé est extrait d'insectes. |
| E121       | Rouge citrus n°2                                    | Ce colorant synthétique azoïque est encore utilisé aux États-Unis pour colorer la peau des oranges, mais il est interdit dans l'Union européenne. | Ce colorant synthétique azoïque est encore utilisé aux États-Unis pour colorer la peau des oranges, mais il est interdit dans l'Union européenne. | Ce colorant synthétique azoïque est encore utilisé aux États-Unis pour colorer la peau des oranges, mais il est interdit dans l'Union européenne. |
| E122       | Azorubine (ou carmoisine)                           | Colorant de synthèse, sa DJA est de 4 mg/kg mc. Son usage doit s'accompagner en France de la mention « Peut avoir des effets indésirables sur l’activité et l’attention chez les enfants ». Il est interdit aux États-Unis. | Colorant de synthèse, sa DJA est de 4 mg/kg mc. Son usage doit s'accompagner en France de la mention « Peut avoir des effets indésirables sur l’activité et l’attention chez les enfants ». Il est interdit aux États-Unis. | Colorant de synthèse, sa DJA est de 4 mg/kg mc. Son usage doit s'accompagner en France de la mention « Peut avoir des effets indésirables sur l’activité et l’attention chez les enfants ». Il est interdit aux États-Unis. |
| E123       | Amarante                                            | Colorant azoïque synthétique, l'amarante est interdite aux États-Unis en raison de sa toxicité. En Europe, sa DJA a été abaissée à 0,15 mg/kg mc en 2010. | Colorant azoïque synthétique, l'amarante est interdite aux États-Unis en raison de sa toxicité. En Europe, sa DJA a été abaissée à 0,15 mg/kg mc en 2010. | Colorant azoïque synthétique, l'amarante est interdite aux États-Unis en raison de sa toxicité. En Europe, sa DJA a été abaissée à 0,15 mg/kg mc en 2010. |
| E124       | Ponceau 4R, rouge cochenille A                      | Ce colorant azoïque de synthèse remplace parfois le rouge de cochenille (E120) car il est moins cher. Sa DJA a été revue à la baisse à 0,7 mg/kg mc en Europe, il est interdit aux États-Unis, et son usage doit s'accompagner en France de la mention « Peut avoir des effets indésirables sur l’activité et l’attention chez les enfants ». | Ce colorant azoïque de synthèse remplace parfois le rouge de cochenille (E120) car il est moins cher. Sa DJA a été revue à la baisse à 0,7 mg/kg mc en Europe, il est interdit aux États-Unis, et son usage doit s'accompagner en France de la mention « Peut avoir des effets indésirables sur l’activité et l’attention chez les enfants ». | Ce colorant azoïque de synthèse remplace parfois le rouge de cochenille (E120) car il est moins cher. Sa DJA a été revue à la baisse à 0,7 mg/kg mc en Europe, il est interdit aux États-Unis, et son usage doit s'accompagner en France de la mention « Peut avoir des effets indésirables sur l’activité et l’attention chez les enfants ». |
| E125       | Ponceau SX, écarlate GN                             | Ce colorant synthétique toxique est maintenant interdit pour l'usage alimentaire. | Ce colorant synthétique toxique est maintenant interdit pour l'usage alimentaire. | Ce colorant synthétique toxique est maintenant interdit pour l'usage alimentaire. |
| E126       | Ponceau 6R                                          | Colorant azoïque synthétique, le ponceux 6R est interdit dans l'Union européenne depuis 1977. | Colorant azoïque synthétique, le ponceux 6R est interdit dans l'Union européenne depuis 1977. | Colorant azoïque synthétique, le ponceux 6R est interdit dans l'Union européenne depuis 1977. |
| E127       | Érythrosine                                         | Colorant de synthèse, sa DJA est de 0,1 mg/kg de mc. Elle est autorisée à hauteur de 200 mg/kg au maximum dans les cerises confites. | Colorant de synthèse, sa DJA est de 0,1 mg/kg de mc. Elle est autorisée à hauteur de 200 mg/kg au maximum dans les cerises confites. | Colorant de synthèse, sa DJA est de 0,1 mg/kg de mc. Elle est autorisée à hauteur de 200 mg/kg au maximum dans les cerises confites. |
| E128       | Rouge 2G                                            | Colorant azoïque de synthèse, il a été interdit en juillet 2007 dans l'Union européenne en raison de sa toxicité. | Colorant azoïque de synthèse, il a été interdit en juillet 2007 dans l'Union européenne en raison de sa toxicité. | Colorant azoïque de synthèse, il a été interdit en juillet 2007 dans l'Union européenne en raison de sa toxicité. |
| E129       | Rouge allura AC                                     | Colorant azoïque issu du pétrole, sa DJA est de 7 mg/kg mc. Il est autorisé à hauteur de 300 mg/kg dans de nombreuses préparations. | Colorant azoïque issu du pétrole, sa DJA est de 7 mg/kg mc. Il est autorisé à hauteur de 300 mg/kg dans de nombreuses préparations. | Colorant azoïque issu du pétrole, sa DJA est de 7 mg/kg mc. Il est autorisé à hauteur de 300 mg/kg dans de nombreuses préparations. |
| E130       | Manascorubine (ou bleu d'indanthrène)               | Colorant synthétique issu de l'anthracène, il est interdit depuis 1977. | Colorant synthétique issu de l'anthracène, il est interdit depuis 1977. | Colorant synthétique issu de l'anthracène, il est interdit depuis 1977. |
| E131       | Bleu patenté V                                      | Colorant issu de la pétrochimie, il n'est pas listé par le codex Alimentarius. Il est autorisé en Europe, mais pas aux États-Unis. | Colorant issu de la pétrochimie, il n'est pas listé par le codex Alimentarius. Il est autorisé en Europe, mais pas aux États-Unis. | Colorant issu de la pétrochimie, il n'est pas listé par le codex Alimentarius. Il est autorisé en Europe, mais pas aux États-Unis. |
| E132       | Carmin d'indigo (indigotine)                        | Le carmin d'indigo est le dérivé synthétique (par sulfonation) d'un composé naturel extrait de l'indigo, l'indigotine. Sa DJA est de 5 mg/kg mc. | Le carmin d'indigo est le dérivé synthétique (par sulfonation) d'un composé naturel extrait de l'indigo, l'indigotine. Sa DJA est de 5 mg/kg mc. | Le carmin d'indigo est le dérivé synthétique (par sulfonation) d'un composé naturel extrait de l'indigo, l'indigotine. Sa DJA est de 5 mg/kg mc. |
| E133       | Bleu brillant FCF                                   | Colorant synthétique, sa DJA est de 6 mg/kg mc (elle a été deux fois revue à la baisse, en 1984 et en 2010). Il est notamment employé dans certaines confiseries et dans le curuaço. | Colorant synthétique, sa DJA est de 6 mg/kg mc (elle a été deux fois revue à la baisse, en 1984 et en 2010). Il est notamment employé dans certaines confiseries et dans le curuaço. | Colorant synthétique, sa DJA est de 6 mg/kg mc (elle a été deux fois revue à la baisse, en 1984 et en 2010). Il est notamment employé dans certaines confiseries et dans le curuaço. |
| E140       | Chlorophylles et chlorophyllines                    | Les chlorophylles sont les pigments naturels des plantes, qui leur servent à la photosynthèse. | Les chlorophylles sont les pigments naturels des plantes, qui leur servent à la photosynthèse. | Les chlorophylles sont les pigments naturels des plantes, qui leur servent à la photosynthèse. |
| E140(i)    | Chlorophylles                                       | Colorant naturel extrait de plantes vertes | Colorant naturel extrait de plantes vertes | Colorant naturel extrait de plantes vertes |
| E140(ii)   | Chlorophyllines                                     | Obtenues par saponification des chlorophylles, pour les rendre plus solubles dans l'eau. | Obtenues par saponification des chlorophylles, pour les rendre plus solubles dans l'eau. | Obtenues par saponification des chlorophylles, pour les rendre plus solubles dans l'eau. |
| E141       | Complexes cuivre-chlorophylles et chlorophyllines   | Les complexes cuivriques sont obtenus à partir des chlorophylles et chlorophyllines par addition de sels de cuivre, de manière à les stabiliser. La chlorophylline naturel chélate un ion magnésium, celui-ci est remplacé par du cuivre. Leur DJA est de 15 mg/kg mc. | Les complexes cuivriques sont obtenus à partir des chlorophylles et chlorophyllines par addition de sels de cuivre, de manière à les stabiliser. La chlorophylline naturel chélate un ion magnésium, celui-ci est remplacé par du cuivre. Leur DJA est de 15 mg/kg mc. | Les complexes cuivriques sont obtenus à partir des chlorophylles et chlorophyllines par addition de sels de cuivre, de manière à les stabiliser. La chlorophylline naturel chélate un ion magnésium, celui-ci est remplacé par du cuivre. Leur DJA est de 15 mg/kg mc. |
| E141(i)    | Chlorophylles                                       | Dérivé au cuivre du colorant naturel extrait de plantes vertes. | Dérivé au cuivre du colorant naturel extrait de plantes vertes. | Dérivé au cuivre du colorant naturel extrait de plantes vertes. |
| E141(ii)   | Chlorophyllines                                     | Dérivé au cuivre des chlorophyllines. | Dérivé au cuivre des chlorophyllines. | Dérivé au cuivre des chlorophyllines. |
| E142       | Vert acide brillant BS, vert lissamine              | Colorant de synthèse, sa DJA est fixée à 5 mg/kg mc en Europe. Il est interdit au Canada, aux États-Unis et au Japon. Il n'est pas listé au codex Alimentarius. | Colorant de synthèse, sa DJA est fixée à 5 mg/kg mc en Europe. Il est interdit au Canada, aux États-Unis et au Japon. Il n'est pas listé au codex Alimentarius. | Colorant de synthèse, sa DJA est fixée à 5 mg/kg mc en Europe. Il est interdit au Canada, aux États-Unis et au Japon. Il n'est pas listé au codex Alimentarius. |
| E143       | Vert solide FCF                                     | Colorant de synthèse, il est listé au codex comme pouvant être ajouté à hauteur de 100 mg/kg dans de nombreuses préparations, et jusqu'à 600 mg/kg dans les compléments alimentaires. Il est en revanche interdit dans l'Union européenne. | Colorant de synthèse, il est listé au codex comme pouvant être ajouté à hauteur de 100 mg/kg dans de nombreuses préparations, et jusqu'à 600 mg/kg dans les compléments alimentaires. Il est en revanche interdit dans l'Union européenne. | Colorant de synthèse, il est listé au codex comme pouvant être ajouté à hauteur de 100 mg/kg dans de nombreuses préparations, et jusqu'à 600 mg/kg dans les compléments alimentaires. Il est en revanche interdit dans l'Union européenne. |
| E150       | Caramel                                             | Le colorant caramel est à distinguer du caramel naturel, les procédés d'obtention industriels pouvant largement différer de la simple cuisine. Les quatre types existant diffèrent tant par la couleur que par le procédé d'obtention. La DJA est de 300 mg/kg mc pour l'ensemble de ces colorants. | Le colorant caramel est à distinguer du caramel naturel, les procédés d'obtention industriels pouvant largement différer de la simple cuisine. Les quatre types existant diffèrent tant par la couleur que par le procédé d'obtention. La DJA est de 300 mg/kg mc pour l'ensemble de ces colorants. | Le colorant caramel est à distinguer du caramel naturel, les procédés d'obtention industriels pouvant largement différer de la simple cuisine. Les quatre types existant diffèrent tant par la couleur que par le procédé d'obtention. La DJA est de 300 mg/kg mc pour l'ensemble de ces colorants. |
| E150a      | Caramel ordinaire                                   | Préparé par chauffage de glucides, éventuellement en présence de soude ou d'acides. | Préparé par chauffage de glucides, éventuellement en présence de soude ou d'acides. | Préparé par chauffage de glucides, éventuellement en présence de soude ou d'acides. |
| E150b      | Caramel de sulfite caustique                        | Préparé par chauffage de glucides, en présence de sulfites, et éventuellement également de soude ou d'acides. Sa DJA est de 160 mg/kg mc. | Préparé par chauffage de glucides, en présence de sulfites, et éventuellement également de soude ou d'acides. Sa DJA est de 160 mg/kg mc. | Préparé par chauffage de glucides, en présence de sulfites, et éventuellement également de soude ou d'acides. Sa DJA est de 160 mg/kg mc. |
| E150c      | Caramel ammoniacal                                  | Préparé par chauffage de glucides, en présence de composés d'ammonium, et éventuellement également de soude ou d'acides. Sa DJA est de 100 mg/kg mc. | Préparé par chauffage de glucides, en présence de composés d'ammonium, et éventuellement également de soude ou d'acides. Sa DJA est de 100 mg/kg mc. | Préparé par chauffage de glucides, en présence de composés d'ammonium, et éventuellement également de soude ou d'acides. Sa DJA est de 100 mg/kg mc. |
| E150d      | Caramel au sulfite d'ammonium                       | Préparé par chauffage de glucides, en présence de composés d'ammonium et de sulfites, et éventuellement également de soude ou d'acides. C'est la classe la plus utilisée (plus de 70 % de la production). Sa DJA est de 200 mg/kg mc. | Préparé par chauffage de glucides, en présence de composés d'ammonium et de sulfites, et éventuellement également de soude ou d'acides. C'est la classe la plus utilisée (plus de 70 % de la production). Sa DJA est de 200 mg/kg mc. | Préparé par chauffage de glucides, en présence de composés d'ammonium et de sulfites, et éventuellement également de soude ou d'acides. C'est la classe la plus utilisée (plus de 70 % de la production). Sa DJA est de 200 mg/kg mc. |
| E151       | Noir brillant BN, noir PN                           | Colorant de synthèse issu du pétrole, il est autorisé dans l'Union européenne mais non listé au codex Alimentarius (et interdit par défaut aux États-Unis). Sa DJA est de 5 mg/kg mc. | Colorant de synthèse issu du pétrole, il est autorisé dans l'Union européenne mais non listé au codex Alimentarius (et interdit par défaut aux États-Unis). Sa DJA est de 5 mg/kg mc. | Colorant de synthèse issu du pétrole, il est autorisé dans l'Union européenne mais non listé au codex Alimentarius (et interdit par défaut aux États-Unis). Sa DJA est de 5 mg/kg mc. |
| E152       | Noir de carbone                                     | Colorant issu du pétrole, il est interdit pour l'usage alimentaire. | Colorant issu du pétrole, il est interdit pour l'usage alimentaire. | Colorant issu du pétrole, il est interdit pour l'usage alimentaire. |
| E153       | Charbon végétal                                     | Charbon actif obtenu par calcination de matières végétale, c'est un colorant autorisé dans l'alimentation biologique. | Charbon actif obtenu par calcination de matières végétale, c'est un colorant autorisé dans l'alimentation biologique. | Charbon actif obtenu par calcination de matières végétale, c'est un colorant autorisé dans l'alimentation biologique. |
| E154       | Brun FK                                             | D'usage d'abord restreint en raison d'absence de preuve de son innocuité, ce mélange de colorants synthétiques a été réintroduit en Europe à la suite de l'harmonisation de la règlementation européenne, puis de nouveau abandonné pour son peu d'intérêt commercial. Avant son abandon, il n'était pratiquement utilisé que pour la coloration des harengs fumés (Kipper). | D'usage d'abord restreint en raison d'absence de preuve de son innocuité, ce mélange de colorants synthétiques a été réintroduit en Europe à la suite de l'harmonisation de la règlementation européenne, puis de nouveau abandonné pour son peu d'intérêt commercial. Avant son abandon, il n'était pratiquement utilisé que pour la coloration des harengs fumés (Kipper). | D'usage d'abord restreint en raison d'absence de preuve de son innocuité, ce mélange de colorants synthétiques a été réintroduit en Europe à la suite de l'harmonisation de la règlementation européenne, puis de nouveau abandonné pour son peu d'intérêt commercial. Avant son abandon, il n'était pratiquement utilisé que pour la coloration des harengs fumés (Kipper). |
| E155       | Brun chocolat HT                                    | Colorant azoïque synthétique issu de la pétrochimie, sa DJA est de 1,5 mg/kg mc en Europe. Il est interdit aux États-Unis et au Canada. | Colorant azoïque synthétique issu de la pétrochimie, sa DJA est de 1,5 mg/kg mc en Europe. Il est interdit aux États-Unis et au Canada. | Colorant azoïque synthétique issu de la pétrochimie, sa DJA est de 1,5 mg/kg mc en Europe. Il est interdit aux États-Unis et au Canada. |
| E160       | Caroténoïdes                                        | Les caroténoïdes sont une famille de pigments naturels que l'on retrouve entre autres dans les abricots, les carottes ou les langoustes. | Les caroténoïdes sont une famille de pigments naturels que l'on retrouve entre autres dans les abricots, les carottes ou les langoustes. | Les caroténoïdes sont une famille de pigments naturels que l'on retrouve entre autres dans les abricots, les carottes ou les langoustes. |
| E160a      | β-carotène                                          | Le β-carotène est un caroténoïde courant, que l'on retrouve notamment dans les carottes. Le classement i-iv précise l'origine du colorant. | Le β-carotène est un caroténoïde courant, que l'on retrouve notamment dans les carottes. Le classement i-iv précise l'origine du colorant. | Le β-carotène est un caroténoïde courant, que l'on retrouve notamment dans les carottes. Le classement i-iv précise l'origine du colorant. |
| E160a(i)   | β-carotène                                          | Produit par synthèse, isomère tout-trans avec de faibles quantités d'impuretés. DJA 5 mg/kg mc. | Produit par synthèse, isomère tout-trans avec de faibles quantités d'impuretés. DJA 5 mg/kg mc. | Produit par synthèse, isomère tout-trans avec de faibles quantités d'impuretés. DJA 5 mg/kg mc. |
| E160a(ii)  | Caroténoïdes extraits de légumes                    | Extrait de légumes (carottes, luzerne, autres végétaux comestibles) | Extrait de légumes (carottes, luzerne, autres végétaux comestibles) | Extrait de légumes (carottes, luzerne, autres végétaux comestibles) |
| E160a(iii) | β-carotène                                          | Extrait du champignon de type moisissure Blakeslea trispora. DJA 5 mg/kg mc. | Extrait du champignon de type moisissure Blakeslea trispora. DJA 5 mg/kg mc. | Extrait du champignon de type moisissure Blakeslea trispora. DJA 5 mg/kg mc. |
| E160a(iv)  | β-carotène                                          | Extrait par huile essentielle d'algues Dunaliella salina. | Extrait par huile essentielle d'algues Dunaliella salina. | Extrait par huile essentielle d'algues Dunaliella salina. |
| E160b      | Rocou (ou annatto)                                  | Le rocou est une plante riche en caroténoïdes et apocaroténoïdes. Son huile et ses dérivés, la bixine et la norbixine, sont admis en agriculture biologique. Sa DJA est de 0,6 mg/kg mc. | Le rocou est une plante riche en caroténoïdes et apocaroténoïdes. Son huile et ses dérivés, la bixine et la norbixine, sont admis en agriculture biologique. Sa DJA est de 0,6 mg/kg mc. | Le rocou est une plante riche en caroténoïdes et apocaroténoïdes. Son huile et ses dérivés, la bixine et la norbixine, sont admis en agriculture biologique. Sa DJA est de 0,6 mg/kg mc. |
| E160b(i)   | Bixine (rocou)                                      | La bixine est extraite du rocou par solvants. | La bixine est extraite du rocou par solvants. | La bixine est extraite du rocou par solvants. |
| E160b(ii)  | Norbixine (rocou)                                   | La norbixine est produite à partir de la bixine du rocou par hydrolyse alcaline. | La norbixine est produite à partir de la bixine du rocou par hydrolyse alcaline. | La norbixine est produite à partir de la bixine du rocou par hydrolyse alcaline. |
| E160c      | Extrait de paprika                                  | Le paprika est parfois aussi utilisée comme arôme. | Le paprika est parfois aussi utilisée comme arôme. | Le paprika est parfois aussi utilisée comme arôme. |
| E160c(i)   | Oléorésine de paprika                               | L'oléorésine de paprika est riche en capsanthéine et capsorubine (colorants rouge orangé). | L'oléorésine de paprika est riche en capsanthéine et capsorubine (colorants rouge orangé). | L'oléorésine de paprika est riche en capsanthéine et capsorubine (colorants rouge orangé). |
| E160c(ii)  | Extrait de paprika                                  | L'extrait de paprika est utilisé comme colorant rouge depuis l'antiquité. | L'extrait de paprika est utilisé comme colorant rouge depuis l'antiquité. | L'extrait de paprika est utilisé comme colorant rouge depuis l'antiquité. |
| E160d      | Lycopène                                            | Ce colorant d'origine naturelle peut éventuellement être obtenu à partir de sources OGM. | Ce colorant d'origine naturelle peut éventuellement être obtenu à partir de sources OGM. | Ce colorant d'origine naturelle peut éventuellement être obtenu à partir de sources OGM. |
| E160d(i)   | Lycopène                                            | Synthétique | Synthétique | Synthétique |
| E160d(ii)  | Lycopène                                            | Extrait par solvants à partir de tomates rouges | Extrait par solvants à partir de tomates rouges | Extrait par solvants à partir de tomates rouges |
| E160d(iii) | Lycopène                                            | Extrait de Blakeslea trispora (champignon de type moisissure) | Extrait de Blakeslea trispora (champignon de type moisissure) | Extrait de Blakeslea trispora (champignon de type moisissure) |
| E160e      | β-apo-8′-carotenal, β-apocaroténal-8' (C 30)        | Colorant considéré comme sans danger, l'apocaroténal est utilisé dans une large gamme de préparations culinaire. Son mode de préparation est incertain, il peut être produit par synthèse ou par extraction. Sa DJA est de 0,3 mg/kg mc. | Colorant considéré comme sans danger, l'apocaroténal est utilisé dans une large gamme de préparations culinaire. Son mode de préparation est incertain, il peut être produit par synthèse ou par extraction. Sa DJA est de 0,3 mg/kg mc. | Colorant considéré comme sans danger, l'apocaroténal est utilisé dans une large gamme de préparations culinaire. Son mode de préparation est incertain, il peut être produit par synthèse ou par extraction. Sa DJA est de 0,3 mg/kg mc. |
| E160f      | Ester éthylique de l'acide -apocaroténique-8' (C30) | Dérivé du E160e, sa DJA est en principe de 5 mg/kg mc, mais il a été abandonné de fait et dé-listé dans l'Union européenne en 2012. | Dérivé du E160e, sa DJA est en principe de 5 mg/kg mc, mais il a été abandonné de fait et dé-listé dans l'Union européenne en 2012. | Dérivé du E160e, sa DJA est en principe de 5 mg/kg mc, mais il a été abandonné de fait et dé-listé dans l'Union européenne en 2012. |
| E161       | Xanthophylles                                       | Les xanthophylles sont une famille de colorants de type caroténoïde. Ils peuvent être synthétiques ou extraits de plantes. Depuis 2011 au moins, seuls les E161b et E161g sont autorisés dans l'Union européenne. | Les xanthophylles sont une famille de colorants de type caroténoïde. Ils peuvent être synthétiques ou extraits de plantes. Depuis 2011 au moins, seuls les E161b et E161g sont autorisés dans l'Union européenne. | Les xanthophylles sont une famille de colorants de type caroténoïde. Ils peuvent être synthétiques ou extraits de plantes. Depuis 2011 au moins, seuls les E161b et E161g sont autorisés dans l'Union européenne. |
| E161a      | Flavoxanthine                                       | Colorant naturel d'usage limité, non listé dans le codex Alimentarius. | Colorant naturel d'usage limité, non listé dans le codex Alimentarius. | Colorant naturel d'usage limité, non listé dans le codex Alimentarius. |
| E161b      | Lutéine                                             | La lutéine est un colorant jaune que l'on retrouve notamment dans les œufs. | La lutéine est un colorant jaune que l'on retrouve notamment dans les œufs. | La lutéine est un colorant jaune que l'on retrouve notamment dans les œufs. |
| E161b(i)   | Lutéine purifiée                                    | Composé purifié issu de Tagetes erecta (rose d'inde) | Composé purifié issu de Tagetes erecta (rose d'inde) | Composé purifié issu de Tagetes erecta (rose d'inde) |
| E161b(ii)  | Extrait brut                                        | Extrait brut de Tagetes erecta | Extrait brut de Tagetes erecta | Extrait brut de Tagetes erecta |
| E161b(iii) | Esters de lutéine                                   | Esters de la lutéine purifiée à partir de Tagetes erecta | Esters de la lutéine purifiée à partir de Tagetes erecta | Esters de la lutéine purifiée à partir de Tagetes erecta |
| E161c      | Cryptoxanthine                                      | D'origine naturelle, elle est peu utilisée comme colorant, davantage comme complément alimentaire. | D'origine naturelle, elle est peu utilisée comme colorant, davantage comme complément alimentaire. | D'origine naturelle, elle est peu utilisée comme colorant, davantage comme complément alimentaire. |
| E161d      | Rubixanthine                                        | Colorant naturel d'usage limité. | Colorant naturel d'usage limité. | Colorant naturel d'usage limité. |
| E161e      | Violaxanthine                                       | Colorant naturel d'usage limité. | Colorant naturel d'usage limité. | Colorant naturel d'usage limité. |
| E161f      | Rhodoxanthine                                       | Colorant naturel d'usage limité. | Colorant naturel d'usage limité. | Colorant naturel d'usage limité. |
| E161g      | Canthaxanthine                                      | Bien que la canthaxanthine existe dans la nature, c'est la forme synthétique qui est utilisée comme colorant alimentaire. Sa DJA est de 0,03 mg/kg mc, mais l'apport alimentaire est plutôt du aux compléments alimentaires qu'à sa présence comme colorant. | Bien que la canthaxanthine existe dans la nature, c'est la forme synthétique qui est utilisée comme colorant alimentaire. Sa DJA est de 0,03 mg/kg mc, mais l'apport alimentaire est plutôt du aux compléments alimentaires qu'à sa présence comme colorant. | Bien que la canthaxanthine existe dans la nature, c'est la forme synthétique qui est utilisée comme colorant alimentaire. Sa DJA est de 0,03 mg/kg mc, mais l'apport alimentaire est plutôt du aux compléments alimentaires qu'à sa présence comme colorant. |
| E161h      | Zéaxanthine                                         | La zéaxanthine est un colorant similaire à la lutéine. De fait elle est davantage utilisée comme complément alimentaire que comme colorant. | La zéaxanthine est un colorant similaire à la lutéine. De fait elle est davantage utilisée comme complément alimentaire que comme colorant. | La zéaxanthine est un colorant similaire à la lutéine. De fait elle est davantage utilisée comme complément alimentaire que comme colorant. |
| E161h(i)   | Zéaxanthine                                         | Obtenu par synthèse. | Obtenu par synthèse. | Obtenu par synthèse. |
| E161h(ii)  | Zéaxanthine                                         | Origine naturelle, riche en extrait de Tagetes erecta. | Origine naturelle, riche en extrait de Tagetes erecta. | Origine naturelle, riche en extrait de Tagetes erecta. |
| E161i      | Citranaxanthine                                     | Colorant d'origine naturelle, elle n'est pas utilisée dans l'alimentation humaine, mais peut être ajoutée à l'alimentation animale, spécialement des volailles, pour en colorer les produits. | Colorant d'origine naturelle, elle n'est pas utilisée dans l'alimentation humaine, mais peut être ajoutée à l'alimentation animale, spécialement des volailles, pour en colorer les produits. | Colorant d'origine naturelle, elle n'est pas utilisée dans l'alimentation humaine, mais peut être ajoutée à l'alimentation animale, spécialement des volailles, pour en colorer les produits. |
| E161j      | Astaxanthine                                        | L'astaxanthine est produite industriellement à partir de micro-algues, éventuellement OGM. Elle n'est pas utilisée directement dans l'alimentation humaine, mais peut être ajoutée à l'alimentation animale, notamment pour colorer la chair des saumons. | L'astaxanthine est produite industriellement à partir de micro-algues, éventuellement OGM. Elle n'est pas utilisée directement dans l'alimentation humaine, mais peut être ajoutée à l'alimentation animale, notamment pour colorer la chair des saumons. | L'astaxanthine est produite industriellement à partir de micro-algues, éventuellement OGM. Elle n'est pas utilisée directement dans l'alimentation humaine, mais peut être ajoutée à l'alimentation animale, notamment pour colorer la chair des saumons. |
| E162       | Rouge de betterave, bétanine                        | Les colorants de la betterave appartiennent tous à la classe des bétalaïnes. Le colorant majoritaire est la bétanine (plus de 75 % du total des pigments), accompagnés de quelques autres colorants et de résidus du procédé d'extraction (sucres, sels et protéines, naturellement présents dans la betterave). | Les colorants de la betterave appartiennent tous à la classe des bétalaïnes. Le colorant majoritaire est la bétanine (plus de 75 % du total des pigments), accompagnés de quelques autres colorants et de résidus du procédé d'extraction (sucres, sels et protéines, naturellement présents dans la betterave). | Les colorants de la betterave appartiennent tous à la classe des bétalaïnes. Le colorant majoritaire est la bétanine (plus de 75 % du total des pigments), accompagnés de quelques autres colorants et de résidus du procédé d'extraction (sucres, sels et protéines, naturellement présents dans la betterave). |
| E163       | Anthocyanes                                         | Pigments naturels de fleurs, de feuilles, de fruits. La lettre spécifie le composé chimique, le classement i-v précise l'origine du colorant. La couleur du colorant peut dépendre des conditions physico-chimiques (notamment le pH). Si les molécules elles-mêmes sont des anti-oxydants auxquels on soupçonne des propriétés bénéfiques pour la santé humaine, le colorant alimentaire est également autorisé sous forme de laque aluminique, et peut contenir une grande quantité de sulfites. | Pigments naturels de fleurs, de feuilles, de fruits. La lettre spécifie le composé chimique, le classement i-v précise l'origine du colorant. La couleur du colorant peut dépendre des conditions physico-chimiques (notamment le pH). Si les molécules elles-mêmes sont des anti-oxydants auxquels on soupçonne des propriétés bénéfiques pour la santé humaine, le colorant alimentaire est également autorisé sous forme de laque aluminique, et peut contenir une grande quantité de sulfites. | Pigments naturels de fleurs, de feuilles, de fruits. La lettre spécifie le composé chimique, le classement i-v précise l'origine du colorant. La couleur du colorant peut dépendre des conditions physico-chimiques (notamment le pH). Si les molécules elles-mêmes sont des anti-oxydants auxquels on soupçonne des propriétés bénéfiques pour la santé humaine, le colorant alimentaire est également autorisé sous forme de laque aluminique, et peut contenir une grande quantité de sulfites. |
| E163(i)    |                                                     | Origine non spécifiée | Origine non spécifiée | Origine non spécifiée |
| E163(ii)   |                                                     | Extrait de peaux de raisin, c'est le seul colorant E163 évalué comme additif par le codex Alimentarius. Sa DJA est de 2,5 mg/kg mc. | Extrait de peaux de raisin, c'est le seul colorant E163 évalué comme additif par le codex Alimentarius. Sa DJA est de 2,5 mg/kg mc. | Extrait de peaux de raisin, c'est le seul colorant E163 évalué comme additif par le codex Alimentarius. Sa DJA est de 2,5 mg/kg mc. |
| E163(iii)  |                                                     | Extrait de cassis | Extrait de cassis | Extrait de cassis |
| E163(iv)   |                                                     | Colorant du maïs pourpre | Colorant du maïs pourpre | Colorant du maïs pourpre |
| E163(v)    |                                                     | Colorant du chou rouge | Colorant du chou rouge | Colorant du chou rouge |
| E163(vi)   |                                                     | Extrait de carotte noire | | |
| E163a      | Cyanidine                                           | Pigment relativement instable présent dans les fruits rouges. | Pigment relativement instable présent dans les fruits rouges. | Pigment relativement instable présent dans les fruits rouges. |
| E163b      | Delphinidine                                        | | | |
| E163c      | Malvidine                                           | | | |
| E163d      | Pélargonidine                                       | | | |
| E163e      | Péonidine                                           | Le nom de ce colorant vient de la pivoine, dont il est l'un des pigments. | Le nom de ce colorant vient de la pivoine, dont il est l'un des pigments. | Le nom de ce colorant vient de la pivoine, dont il est l'un des pigments. |
| E163f      | Pétunidine                                          | Colorant d'abord identifié dans le pétunia, bien qu'il ne joue pas un rôle déterminant dans sa couleur. | Colorant d'abord identifié dans le pétunia, bien qu'il ne joue pas un rôle déterminant dans sa couleur. | Colorant d'abord identifié dans le pétunia, bien qu'il ne joue pas un rôle déterminant dans sa couleur. |
| E164       | Jaune de gardénia                                   | Colorant naturel de type caroténoïde composé de crocine et de crocétine, on le retrouve entre autres dans le safran. Il n'est pas autorisé dans l'Union européenne. | Colorant naturel de type caroténoïde composé de crocine et de crocétine, on le retrouve entre autres dans le safran. Il n'est pas autorisé dans l'Union européenne. | Colorant naturel de type caroténoïde composé de crocine et de crocétine, on le retrouve entre autres dans le safran. Il n'est pas autorisé dans l'Union européenne. |
| E165       | Bleu de gardénia                                    | Colorant de type caroténoïde, c'est un dérivé chimique du jaune de gardénia. Il n'est pas autorisé dans l'Union européenne. | Colorant de type caroténoïde, c'est un dérivé chimique du jaune de gardénia. Il n'est pas autorisé dans l'Union européenne. | Colorant de type caroténoïde, c'est un dérivé chimique du jaune de gardénia. Il n'est pas autorisé dans l'Union européenne. |
| E166       | Bois de santal                                      | Le bois de santal n'est pas listé comme additif par l'Union européenne, il est cependant autorisé aux États-Unis et au Canada. | Le bois de santal n'est pas listé comme additif par l'Union européenne, il est cependant autorisé aux États-Unis et au Canada. | Le bois de santal n'est pas listé comme additif par l'Union européenne, il est cependant autorisé aux États-Unis et au Canada. |
| E170       | Carbonate de calcium                                | Les carbonates de calcium (issus de la craie) font partie des plus anciens additifs, on s'en servait déjà depuis au moins le milieu du XVIIIe siècle pour blanchir le pain. | Les carbonates de calcium (issus de la craie) font partie des plus anciens additifs, on s'en servait déjà depuis au moins le milieu du XVIIIe siècle pour blanchir le pain. | Les carbonates de calcium (issus de la craie) font partie des plus anciens additifs, on s'en servait déjà depuis au moins le milieu du XVIIIe siècle pour blanchir le pain. |
| E170(i)    | Carbonate de calcium                                | Outre son utilisation comme pigment, le carbonate de calcium a un effet sur le pH des aliments. | Outre son utilisation comme pigment, le carbonate de calcium a un effet sur le pH des aliments. | Outre son utilisation comme pigment, le carbonate de calcium a un effet sur le pH des aliments. |
| E170(ii)   | Carbonate acide de calcium                          | Le bicarbonate de calcium est utilisé comme blanchisseur. | Le bicarbonate de calcium est utilisé comme blanchisseur. | Le bicarbonate de calcium est utilisé comme blanchisseur. |
| E171       | Oxyde de titane, dioxyde de titane,                 | Le dioxyde de titane est un colorant minéral blanc qui, outre ses applications comme colorant alimentaire, a des applications en cosmétique (notamment dans les crèmes solaires) et produits pharmaceutiques. Il n'a pas de dose journalière admissible, mais son innocuité est de plus en plus remise en cause. En octobre 2020, le Parlement européen vote son interdiction. | Le dioxyde de titane est un colorant minéral blanc qui, outre ses applications comme colorant alimentaire, a des applications en cosmétique (notamment dans les crèmes solaires) et produits pharmaceutiques. Il n'a pas de dose journalière admissible, mais son innocuité est de plus en plus remise en cause. En octobre 2020, le Parlement européen vote son interdiction. | Le dioxyde de titane est un colorant minéral blanc qui, outre ses applications comme colorant alimentaire, a des applications en cosmétique (notamment dans les crèmes solaires) et produits pharmaceutiques. Il n'a pas de dose journalière admissible, mais son innocuité est de plus en plus remise en cause. En octobre 2020, le Parlement européen vote son interdiction. |
| E172       | Oxyde et hydroxyde de fer                           | En fonction notamment du degré d'oxydation du fer, les oxydes de fer peuvent être de couleur jaune, rouge ou noire. Des bruns sont obtenus par mélange. Le colorant alimentaire est obtenu par synthèse. | En fonction notamment du degré d'oxydation du fer, les oxydes de fer peuvent être de couleur jaune, rouge ou noire. Des bruns sont obtenus par mélange. Le colorant alimentaire est obtenu par synthèse. | En fonction notamment du degré d'oxydation du fer, les oxydes de fer peuvent être de couleur jaune, rouge ou noire. Des bruns sont obtenus par mélange. Le colorant alimentaire est obtenu par synthèse. |
| E172(i)    | Oxyde ferroso-ferrique, Oxyde de fer (II, III)      | pigment noir, de formule chimique FeO.Fe2O3 | pigment noir, de formule chimique FeO.Fe2O3 | pigment noir, de formule chimique FeO.Fe2O3 |
| E172(ii)   | Oxyde ferrique anhydre, Oxyde de fer (III)          | pigment rouge, de formule chimique Fe2O3 | pigment rouge, de formule chimique Fe2O3 | pigment rouge, de formule chimique Fe2O3 |
| E172(iii)  | Oxyde ferrique hydraté                              | pigment jaune, de formule chimique FeO(OH),H2O | pigment jaune, de formule chimique FeO(OH),H2O | pigment jaune, de formule chimique FeO(OH),H2O |
| E173       | Aluminium                                           | Utilisé en poudre, comme colorant de surface | Utilisé en poudre, comme colorant de surface | Utilisé en poudre, comme colorant de surface |
| E174       | Argent                                              | | | |
| E175       | Or                                                  | En raison de son prix, l'or est peu utilisé dans l'agroalimentaire, il est cependant listé au codex et autorisé dans l'Union européenne dans l'enrobage de confiseries, les décorations de chocolat, et dans les liqueurs. Sa toxicité est mal connue sous ces formes ingérées : il est chimiquement très peu réactif sous sa forme métallique, mais susceptible d'être bio-accumulé. | En raison de son prix, l'or est peu utilisé dans l'agroalimentaire, il est cependant listé au codex et autorisé dans l'Union européenne dans l'enrobage de confiseries, les décorations de chocolat, et dans les liqueurs. Sa toxicité est mal connue sous ces formes ingérées : il est chimiquement très peu réactif sous sa forme métallique, mais susceptible d'être bio-accumulé. | En raison de son prix, l'or est peu utilisé dans l'agroalimentaire, il est cependant listé au codex et autorisé dans l'Union européenne dans l'enrobage de confiseries, les décorations de chocolat, et dans les liqueurs. Sa toxicité est mal connue sous ces formes ingérées : il est chimiquement très peu réactif sous sa forme métallique, mais susceptible d'être bio-accumulé. |
| E180       | Lithol-rubine BK                                    | Colorant azoïque synthétique, la lithol-rubine BK, ou carmin 6B, n'est autorisée pour usage alimentaire que dans les croûtes de certains fromages. Elle a des applications en cosmétique, notamment dans les rouges à lèvres. | Colorant azoïque synthétique, la lithol-rubine BK, ou carmin 6B, n'est autorisée pour usage alimentaire que dans les croûtes de certains fromages. Elle a des applications en cosmétique, notamment dans les rouges à lèvres. | Colorant azoïque synthétique, la lithol-rubine BK, ou carmin 6B, n'est autorisée pour usage alimentaire que dans les croûtes de certains fromages. Elle a des applications en cosmétique, notamment dans les rouges à lèvres. |
| E181       | Tannin, acide tannique                              | Non listé en 2008. | Non listé en 2008. | Non listé en 2008. |
| E182       | Orcéine                                             | Non listé en 2008. | Non listé en 2008. | Non listé en 2008. |

### Conservateurs
| No       | Nom(s)                                                           | Commentaires |
| -------- | ---------------------------------------------------------------- | --- |
| E200     | Acide sorbique                                                   | L'acide sorbique et ses sels sont des antifongiques, ils sont surtout utilisés pour la conservation des fruits et légumes. Leur DJA est de 25 mg/kg mc. |
| E201     | Sorbate de sodium                                                | L'acide sorbique et ses sels sont des antifongiques, ils sont surtout utilisés pour la conservation des fruits et légumes. Leur DJA est de 25 mg/kg mc. |
| E202     | Sorbate de potassium                                             | L'acide sorbique et ses sels sont des antifongiques, ils sont surtout utilisés pour la conservation des fruits et légumes. Leur DJA est de 25 mg/kg mc. |
| E203     | Sorbate de calcium                                               | L'acide sorbique et ses sels sont des antifongiques, ils sont surtout utilisés pour la conservation des fruits et légumes. Leur DJA est de 25 mg/kg mc. |
| E209     | parahydroxybenzoate d'hepthyle                                   | Le parahydroxybenzoate d'heptyle est un parabène, et il est interdit dans l'Union européenne comme additif. |
| E210     | Acide benzoïque                                                  | L'acide benzoïque et ses sels sont des conservateurs soupçonnés d'être toxiques, et susceptibles de provoquer des réactions allergiques. Leur DJA est de 5 mg/kg mc. Ils sont interdits en filière biologique. Si on retrouve l'acide benzoïque dans la nature (il est présent en faible quantité dans certains fruits ou dans le benjouin), l'additif utilisé est produit industriellement à partir du toluène. |
| E211     | Benzoate de sodium                                               | L'acide benzoïque et ses sels sont des conservateurs soupçonnés d'être toxiques, et susceptibles de provoquer des réactions allergiques. Leur DJA est de 5 mg/kg mc. Ils sont interdits en filière biologique. Si on retrouve l'acide benzoïque dans la nature (il est présent en faible quantité dans certains fruits ou dans le benjouin), l'additif utilisé est produit industriellement à partir du toluène. |
| E212     | Benzoate de potassium                                            | L'acide benzoïque et ses sels sont des conservateurs soupçonnés d'être toxiques, et susceptibles de provoquer des réactions allergiques. Leur DJA est de 5 mg/kg mc. Ils sont interdits en filière biologique. Si on retrouve l'acide benzoïque dans la nature (il est présent en faible quantité dans certains fruits ou dans le benjouin), l'additif utilisé est produit industriellement à partir du toluène. |
| E213     | Benzoate de calcium                                              | L'acide benzoïque et ses sels sont des conservateurs soupçonnés d'être toxiques, et susceptibles de provoquer des réactions allergiques. Leur DJA est de 5 mg/kg mc. Ils sont interdits en filière biologique. Si on retrouve l'acide benzoïque dans la nature (il est présent en faible quantité dans certains fruits ou dans le benjouin), l'additif utilisé est produit industriellement à partir du toluène. |
| E214     | 4-Hydroxybenzoate d'éthyle (éthylparabène)                       | Les méthyl- et éthyparabènes ainsi que leurs dérivés sodiques sont autorisés dans l'Union européenne (hors filière biologique) avec une DJA globale de 10 mg/kg mc. Ils ont des propriétés antibactériennes et antifongiques. Le propylparabène et son sel sodique (E216 et E217) sont en revanche interdits depuis 2006 car ils peuvent jouer le rôle de perturbateurs endocriniens.                            |
| E215     | Dérivé sodique du 4-hydroxybenzoate d'éthyle                     | Les méthyl- et éthyparabènes ainsi que leurs dérivés sodiques sont autorisés dans l'Union européenne (hors filière biologique) avec une DJA globale de 10 mg/kg mc. Ils ont des propriétés antibactériennes et antifongiques. Le propylparabène et son sel sodique (E216 et E217) sont en revanche interdits depuis 2006 car ils peuvent jouer le rôle de perturbateurs endocriniens.                            |
| E216     | 4-Hydroxybenzoate de propyle (propylparabène)                    | Les méthyl- et éthyparabènes ainsi que leurs dérivés sodiques sont autorisés dans l'Union européenne (hors filière biologique) avec une DJA globale de 10 mg/kg mc. Ils ont des propriétés antibactériennes et antifongiques. Le propylparabène et son sel sodique (E216 et E217) sont en revanche interdits depuis 2006 car ils peuvent jouer le rôle de perturbateurs endocriniens.                            |
| E217     | Dérivé sodique du 4-hydroxybenzoate de propyle                   | Les méthyl- et éthyparabènes ainsi que leurs dérivés sodiques sont autorisés dans l'Union européenne (hors filière biologique) avec une DJA globale de 10 mg/kg mc. Ils ont des propriétés antibactériennes et antifongiques. Le propylparabène et son sel sodique (E216 et E217) sont en revanche interdits depuis 2006 car ils peuvent jouer le rôle de perturbateurs endocriniens.                            |
| E218     | 4-Hydroxybenzoate de méthyle (méthylparabène)                    | Les méthyl- et éthyparabènes ainsi que leurs dérivés sodiques sont autorisés dans l'Union européenne (hors filière biologique) avec une DJA globale de 10 mg/kg mc. Ils ont des propriétés antibactériennes et antifongiques. Le propylparabène et son sel sodique (E216 et E217) sont en revanche interdits depuis 2006 car ils peuvent jouer le rôle de perturbateurs endocriniens.                            |
| E219     | Dérivé sodique du 4-hydroxybenzoate de méthyle                   | Les méthyl- et éthyparabènes ainsi que leurs dérivés sodiques sont autorisés dans l'Union européenne (hors filière biologique) avec une DJA globale de 10 mg/kg mc. Ils ont des propriétés antibactériennes et antifongiques. Le propylparabène et son sel sodique (E216 et E217) sont en revanche interdits depuis 2006 car ils peuvent jouer le rôle de perturbateurs endocriniens.                            |
| E220     | Anhydride sulfureux (dioxyde de soufre)                          | Le dioxyde de soufre et les sulfites sont utilisés comme antibactériens et antiseptiques. On les retrouve notamment dans les charcuteries, les fruits secs et les confiseries. Relativement toxiques, leur DJA de 0,7 mg/kg mc est dans les faits souvent dépassée. |
| E221     | Sulfite de sodium                                                | Le dioxyde de soufre et les sulfites sont utilisés comme antibactériens et antiseptiques. On les retrouve notamment dans les charcuteries, les fruits secs et les confiseries. Relativement toxiques, leur DJA de 0,7 mg/kg mc est dans les faits souvent dépassée. |
| E222     | Bisulfite de sodium (sulfite acide de sodium)                    | Le dioxyde de soufre et les sulfites sont utilisés comme antibactériens et antiseptiques. On les retrouve notamment dans les charcuteries, les fruits secs et les confiseries. Relativement toxiques, leur DJA de 0,7 mg/kg mc est dans les faits souvent dépassée. |
| E223     | Disulfite de sodium, (métabisulfite de sodium)                   | Le dioxyde de soufre et les sulfites sont utilisés comme antibactériens et antiseptiques. On les retrouve notamment dans les charcuteries, les fruits secs et les confiseries. Relativement toxiques, leur DJA de 0,7 mg/kg mc est dans les faits souvent dépassée. |
| E224     | Disulfite de potassium, pyrosulfite / métabisulfite de potassium | Le dioxyde de soufre et les sulfites sont utilisés comme antibactériens et antiseptiques. On les retrouve notamment dans les charcuteries, les fruits secs et les confiseries. Relativement toxiques, leur DJA de 0,7 mg/kg mc est dans les faits souvent dépassée. |
| E225     | Disulfite de calcium, pyrosulfite de calcium, ou métasulfite     | Le dioxyde de soufre et les sulfites sont utilisés comme antibactériens et antiseptiques. On les retrouve notamment dans les charcuteries, les fruits secs et les confiseries. Relativement toxiques, leur DJA de 0,7 mg/kg mc est dans les faits souvent dépassée. |
| E226     | Sulfite de calcium                                               | Le dioxyde de soufre et les sulfites sont utilisés comme antibactériens et antiseptiques. On les retrouve notamment dans les charcuteries, les fruits secs et les confiseries. Relativement toxiques, leur DJA de 0,7 mg/kg mc est dans les faits souvent dépassée. |
| E227     | Sulfite acide de calcium, bisulfite de calcium                   | Le dioxyde de soufre et les sulfites sont utilisés comme antibactériens et antiseptiques. On les retrouve notamment dans les charcuteries, les fruits secs et les confiseries. Relativement toxiques, leur DJA de 0,7 mg/kg mc est dans les faits souvent dépassée. |
| E228     | Sulfite acide de potassium, bisulfite de potassium               | Le dioxyde de soufre et les sulfites sont utilisés comme antibactériens et antiseptiques. On les retrouve notamment dans les charcuteries, les fruits secs et les confiseries. Relativement toxiques, leur DJA de 0,7 mg/kg mc est dans les faits souvent dépassée. |
| E230     | Biphényle (diphényle)                                            | Ce conservateur est un antimoisissures issu d'hydrocarbures. Il était utilisé notamment sur la peau des agrumes, souvent en combinaison avec l'orthophénylphénol (E231), mais il n'est pas listé au Codex Alimentarius, et donc interdit par défaut comme additif alimentaire (il peut encore être utilisé comme adjuvant)                                                                                       |
| E231     | Orthophénylphénol, 2-hydroxybiphényle                            | L'orthophénylphénol et son sel de sodium sont utilisés comme antimoisissures uniquement sur la peau des fruits frais, comme pesticides à une teneur maximale résiduelle de 12 mg/kg. Listés au Codex, ils ne sont cependant pas listés comme additifs dans l'Union européenne, puisqu'ils sont plutôt considérés comme adjuvants technologiques.                                                                 |
| E232     | Orthophénylphénate de sodium, sodium diphényl 2 yl               | L'orthophénylphénol et son sel de sodium sont utilisés comme antimoisissures uniquement sur la peau des fruits frais, comme pesticides à une teneur maximale résiduelle de 12 mg/kg. Listés au Codex, ils ne sont cependant pas listés comme additifs dans l'Union européenne, puisqu'ils sont plutôt considérés comme adjuvants technologiques.                                                                 |
| E233     | Thiabendazole ou 2-(4-thiazolyl)benzimidazole                    | Le thiabendazole est utilisé comme fongicide à la surface de certains fruits et légumes frais. Il n'est pas listé au codex Alimentarius et donc plus utilisé comme additif proprement dit, mais on peut le trouver comme résidu de pesticide à une teneur maximale en Europe de 15 mg/kg (notamment sur la peau des avocats ou des pommes de terre).                                                             |
| E234     | Nisine                                                           | Autorisée à hauteur de 12,5 mg/kg au maximum, ce peptide antibactérien est produit par fermentation. Il est utilisé dans certains fromages, pour la conservation des œufs liquides pasteurisés, et dans certains gâteaux type gâteau de semoule. |
| E235     | Natamycine (pimaricine)                                          | |
| E236     | Acide formique                                                   | |
| E237     | Formiate de sodium                                               | |
| E238     | Formiate de calcium                                              | |
| E239     | Hexaméthylènetétramine                                           | |
| E240     | Formaldéhyde                                                     | |
| E241     | Gomme gaïac                                                      | La résine de gaïac est issue d'un arbre d'Amérique du Sud, elle est utilisée comme conservateur sous le numéro E241, et antioxydant sous le numéro E314. |
| E242     | Dicarbonate de diméthyle                                         | |
| E243     | Arginate d’éthyle laurique                                       | |
| E249     | Nitrite de potassium                                             | Les nitrites sont autorisés comme conservateurs et préservateurs de couleur dans la viande, la volaille et le gibier, à hauteur de 80 mg/kg de produit fini. |
| E250     | Nitrite de sodium                                                | Les nitrites sont autorisés comme conservateurs et préservateurs de couleur dans la viande, la volaille et le gibier, à hauteur de 80 mg/kg de produit fini. |
| E251     | Nitrate de sodium                                                | Les nitrates sont autorisés dans l'Union européenne avec une DJA de 5 mg/kg mc. |
| E252     | Nitrate de potassium                                             | Les nitrates sont autorisés dans l'Union européenne avec une DJA de 5 mg/kg mc. |
| E260     | Acide acétique                                                   | L'acide acétique et ses sels sont utilisés comme régulateurs de l'acidité (ils forment un tampon) |
| E261     | Acétates de potassium                                            | L'acide acétique et ses sels sont utilisés comme régulateurs de l'acidité (ils forment un tampon) |
| E261(i)  | Acétate de potassium                                             | L'acide acétique et ses sels sont utilisés comme régulateurs de l'acidité (ils forment un tampon) |
| E261(ii) | Diacétate de potassium                                           | L'acide acétique et ses sels sont utilisés comme régulateurs de l'acidité (ils forment un tampon) |
| E262     | Acétates de sodium                                               | L'acide acétique et ses sels sont utilisés comme régulateurs de l'acidité (ils forment un tampon) |
| E262(i)  | Acétate de sodium                                                | L'acide acétique et ses sels sont utilisés comme régulateurs de l'acidité (ils forment un tampon) |
| E262(ii) | Diacétate de sodium                                              | L'acide acétique et ses sels sont utilisés comme régulateurs de l'acidité (ils forment un tampon) |
| E263     | Acétate de calcium                                               | L'acide acétique et ses sels sont utilisés comme régulateurs de l'acidité (ils forment un tampon) |
| E264     | Acétate d'ammonium                                               | L'acide acétique et ses sels sont utilisés comme régulateurs de l'acidité (ils forment un tampon) |
| E265     | Acide déhydroacétique                                            | L'acide déhydroacétique et son sel de sodium ne sont pas listés au codex Alimentarius et sont interdits dans l'Union européenne. |
| E266     | Déhydroacétate de sodium                                         | L'acide déhydroacétique et son sel de sodium ne sont pas listés au codex Alimentarius et sont interdits dans l'Union européenne. |
| E270     | Acide lactique                                                   | L'acide lactique est un régulateur de l'acidité, naturellement présent notamment dans le lait (d'où son nom), et ajouté sans limite de quantité dans de nombreux produits. |
| E280     | Acide propanoïque                                                | L'acide propanoïque et ses sels sont utilisés comme conservateurs dans certains types de fromages, à hauteur maximale de 3 g/kg. |
| E281     | Propanoate de sodium                                             | L'acide propanoïque et ses sels sont utilisés comme conservateurs dans certains types de fromages, à hauteur maximale de 3 g/kg. |
| E282     | Propanoate de calcium                                            | L'acide propanoïque et ses sels sont utilisés comme conservateurs dans certains types de fromages, à hauteur maximale de 3 g/kg. |
| E283     | Propanoate de potassium                                          | L'acide propanoïque et ses sels sont utilisés comme conservateurs dans certains types de fromages, à hauteur maximale de 3 g/kg. |
| E284     | Acide borique                                                    | L'acide borique et son sel de sodium ne sont pas listés au Codex. |
| E285     | Tétraborate de sodium (borax)                                    | L'acide borique et son sel de sodium ne sont pas listés au Codex. |
| E290     | Dioxyde de carbone, anhydride carbonique                         | Le dioxyde de carbone est présent dans de nombreuses denrées sans limite de quantité, non seulement comme conservateur mais également comme agent moussant ou gaz d'emballage. |
| E296     | Acide malique (DL- ou L-)                                        | L'acide malique, naturellement présent dans les pommes, est un conservateur courant, présent sans limite de quantité dans de nombreux produits transformés (jus de fruits, nourriture pour enfants, poissons et fruits de mer...) |
| E297     | Acide fumarique                                                  | L'acide fumarique est un régulateur de l'acidité, présent sans limite de quantité sauf dans les pâtes fraîches où sa présence est limitée à 0,7 g/kg. |

### Antioxydants
| No       | Nom(s)                                                | Commentaires |
| -------- | ----------------------------------------------------- | --- |
| E300     | Acide ascorbique, vitamine C                          | L'acide ascorbique et ses sels sont utilisés comme antioxydants et régulateurs d'acidité. Ils peuvent aussi agir comme séquestrants de l'eau et empêcher ainsi que la farine ne s'agglomère. Ils sont utilisables sans limite de quantité dans de nombreuses denrées ; c'est dans les formulations de lait pour bébé que leur présence est la plus régulée (50 mg/kg) |
| E301     | Ascorbate de sodium, vitamine C                       | L'acide ascorbique et ses sels sont utilisés comme antioxydants et régulateurs d'acidité. Ils peuvent aussi agir comme séquestrants de l'eau et empêcher ainsi que la farine ne s'agglomère. Ils sont utilisables sans limite de quantité dans de nombreuses denrées ; c'est dans les formulations de lait pour bébé que leur présence est la plus régulée (50 mg/kg) |
| E302     | Ascorbate de calcium, vitamine C                      | L'acide ascorbique et ses sels sont utilisés comme antioxydants et régulateurs d'acidité. Ils peuvent aussi agir comme séquestrants de l'eau et empêcher ainsi que la farine ne s'agglomère. Ils sont utilisables sans limite de quantité dans de nombreuses denrées ; c'est dans les formulations de lait pour bébé que leur présence est la plus régulée (50 mg/kg) |
| E303     | Diacétate d'ascorbyle                                 | Le diacétate d'ascorbyle est listé parmi les anti-oxydants utilisables comme additifs alimentaires en Europe sous le numéro E303 en juillet 1970. Il n'est plus listé depuis au moins 2011, donc interdit dans l'Union européenne. On trouve parfois le numéro E303 utilisé pour désigner l'ascorbate de potassium, par analogie avec les numéro E301 et E302. |
| E304     | Esters d'ascorbyle                                    | Les esters d'ascorbyle sont utilisés comme antioxydants dans de nombreuses préparations, à des teneurs maximales allant de 10 à 5000 mg/kg en fonction de la catégorie alimentaire (10 mg/kg dans les laits pour nourrisson, 5000 mg/kg dans les emballages mangeables comme ceux des saucisses). Les numéro E utilisés dépendant de la publication : E304 ou E304(i) désigne le palmitate, E305 ou E304(ii) désigne le stéarate. |
| E304(i)  | Palmitate d'ascorbyle, Acide palmityle-6-L-ascorbique | Les esters d'ascorbyle sont utilisés comme antioxydants dans de nombreuses préparations, à des teneurs maximales allant de 10 à 5000 mg/kg en fonction de la catégorie alimentaire (10 mg/kg dans les laits pour nourrisson, 5000 mg/kg dans les emballages mangeables comme ceux des saucisses). Les numéro E utilisés dépendant de la publication : E304 ou E304(i) désigne le palmitate, E305 ou E304(ii) désigne le stéarate. |
| E304(ii) | Stéarate d'ascorbyle                                  | Les esters d'ascorbyle sont utilisés comme antioxydants dans de nombreuses préparations, à des teneurs maximales allant de 10 à 5000 mg/kg en fonction de la catégorie alimentaire (10 mg/kg dans les laits pour nourrisson, 5000 mg/kg dans les emballages mangeables comme ceux des saucisses). Les numéro E utilisés dépendant de la publication : E304 ou E304(i) désigne le palmitate, E305 ou E304(ii) désigne le stéarate. |
| E305     | Stéarate d'ascorbyle                                  | Les esters d'ascorbyle sont utilisés comme antioxydants dans de nombreuses préparations, à des teneurs maximales allant de 10 à 5000 mg/kg en fonction de la catégorie alimentaire (10 mg/kg dans les laits pour nourrisson, 5000 mg/kg dans les emballages mangeables comme ceux des saucisses). Les numéro E utilisés dépendant de la publication : E304 ou E304(i) désigne le palmitate, E305 ou E304(ii) désigne le stéarate. |
| E306     | Extrait riche en tocophérols                          | L'extrait riche en tocophérols (E306) est extrait de végétaux oléagineux et a une teneur minimale règlementaire de 34 % en d-α, γ et δ-tocophérols. Ces molécules sont des formes de vitamine E. Les tocophérols de synthèse (E307 sans précision, E308 et E309) sont a priori compris comme racémiques d'une pureté supérieure à 96 %. Seul l'α-tocophérol de synthèse est listé au codex Alimentarius, pouvant être utilisé comme antioxydant à hauteur de 500 mg/kg dans les beurres, crèmes et leur dérivés, et à hauteur de 50 mg/kg dans les soupes. |
| E307     | α-Tocophérol de synthèse                              | L'extrait riche en tocophérols (E306) est extrait de végétaux oléagineux et a une teneur minimale règlementaire de 34 % en d-α, γ et δ-tocophérols. Ces molécules sont des formes de vitamine E. Les tocophérols de synthèse (E307 sans précision, E308 et E309) sont a priori compris comme racémiques d'une pureté supérieure à 96 %. Seul l'α-tocophérol de synthèse est listé au codex Alimentarius, pouvant être utilisé comme antioxydant à hauteur de 500 mg/kg dans les beurres, crèmes et leur dérivés, et à hauteur de 50 mg/kg dans les soupes. |
| E307a    | Tocophérol, d-α-                                      | L'extrait riche en tocophérols (E306) est extrait de végétaux oléagineux et a une teneur minimale règlementaire de 34 % en d-α, γ et δ-tocophérols. Ces molécules sont des formes de vitamine E. Les tocophérols de synthèse (E307 sans précision, E308 et E309) sont a priori compris comme racémiques d'une pureté supérieure à 96 %. Seul l'α-tocophérol de synthèse est listé au codex Alimentarius, pouvant être utilisé comme antioxydant à hauteur de 500 mg/kg dans les beurres, crèmes et leur dérivés, et à hauteur de 50 mg/kg dans les soupes. |
| E307b    | Tocophérol concentré                                  | L'extrait riche en tocophérols (E306) est extrait de végétaux oléagineux et a une teneur minimale règlementaire de 34 % en d-α, γ et δ-tocophérols. Ces molécules sont des formes de vitamine E. Les tocophérols de synthèse (E307 sans précision, E308 et E309) sont a priori compris comme racémiques d'une pureté supérieure à 96 %. Seul l'α-tocophérol de synthèse est listé au codex Alimentarius, pouvant être utilisé comme antioxydant à hauteur de 500 mg/kg dans les beurres, crèmes et leur dérivés, et à hauteur de 50 mg/kg dans les soupes. |
| E307c    | Tocophérol, dl-α-                                     | L'extrait riche en tocophérols (E306) est extrait de végétaux oléagineux et a une teneur minimale règlementaire de 34 % en d-α, γ et δ-tocophérols. Ces molécules sont des formes de vitamine E. Les tocophérols de synthèse (E307 sans précision, E308 et E309) sont a priori compris comme racémiques d'une pureté supérieure à 96 %. Seul l'α-tocophérol de synthèse est listé au codex Alimentarius, pouvant être utilisé comme antioxydant à hauteur de 500 mg/kg dans les beurres, crèmes et leur dérivés, et à hauteur de 50 mg/kg dans les soupes. |
| E308     | γ-Tocophérol de synthèse                              | L'extrait riche en tocophérols (E306) est extrait de végétaux oléagineux et a une teneur minimale règlementaire de 34 % en d-α, γ et δ-tocophérols. Ces molécules sont des formes de vitamine E. Les tocophérols de synthèse (E307 sans précision, E308 et E309) sont a priori compris comme racémiques d'une pureté supérieure à 96 %. Seul l'α-tocophérol de synthèse est listé au codex Alimentarius, pouvant être utilisé comme antioxydant à hauteur de 500 mg/kg dans les beurres, crèmes et leur dérivés, et à hauteur de 50 mg/kg dans les soupes. |
| E309     | δ-Tocophérol de synthèse                              | L'extrait riche en tocophérols (E306) est extrait de végétaux oléagineux et a une teneur minimale règlementaire de 34 % en d-α, γ et δ-tocophérols. Ces molécules sont des formes de vitamine E. Les tocophérols de synthèse (E307 sans précision, E308 et E309) sont a priori compris comme racémiques d'une pureté supérieure à 96 %. Seul l'α-tocophérol de synthèse est listé au codex Alimentarius, pouvant être utilisé comme antioxydant à hauteur de 500 mg/kg dans les beurres, crèmes et leur dérivés, et à hauteur de 50 mg/kg dans les soupes. |
| E310     | Gallate de propyle                                    | Le gallate de propyle est le seul listé au codex, utilisable comme antioxydant à des teneurs allant de 50 à 1000 mg/kg en fonction des aliments. Les gallates d'octyle et de dodécyle sont également autorisés dans l'Union européenne, mais le gallate d'éthyle n'est plus listé depuis au moins 2008. |
| E311     | Gallate d'octyle                                      | Le gallate de propyle est le seul listé au codex, utilisable comme antioxydant à des teneurs allant de 50 à 1000 mg/kg en fonction des aliments. Les gallates d'octyle et de dodécyle sont également autorisés dans l'Union européenne, mais le gallate d'éthyle n'est plus listé depuis au moins 2008. |
| E312     | Gallate dodécyle, ester N-dodécylique                 | Le gallate de propyle est le seul listé au codex, utilisable comme antioxydant à des teneurs allant de 50 à 1000 mg/kg en fonction des aliments. Les gallates d'octyle et de dodécyle sont également autorisés dans l'Union européenne, mais le gallate d'éthyle n'est plus listé depuis au moins 2008. |
| E313     | Gallate d'éthyle                                      | Le gallate de propyle est le seul listé au codex, utilisable comme antioxydant à des teneurs allant de 50 à 1000 mg/kg en fonction des aliments. Les gallates d'octyle et de dodécyle sont également autorisés dans l'Union européenne, mais le gallate d'éthyle n'est plus listé depuis au moins 2008. |
| E314     | Résine de gaïac                                       | La résine de gaïac est issue d'un arbre d'Amérique du Sud, elle est utilisée comme conservateur sous le numéro E241, et antioxydant sous le numéro E314. |
| E315     | Acide érythorbique                                    | |
| E316     | Erythorbate de sodium                                 | |
| E317     | Isoascorbate de potassium                             | |
| E318     | Isoascorbate de calcium                               | |
| E319     | Butylhydroquinone tertiaire (BHQT)                    | DJA 0,7 mg/kg mc. |
| E320     | Buthylhydroxyanisol (BHA)                             | L'hydroxyanisol butylé est un antioxydant synthétique d'usage très répandu. Très efficace pour éviter le rancissement des graisses et huiles, il est cependant probablement cancérigène pour l'homme au vu des résultats chez l'animal. Il est aussi utilisé comme conservateur dans les préparations de vitamine A. |
| E321     | Buthylhydroxytoluène (BHT)                            | L'hydroxytoluène butylé est un antioxydant obtenu par synthèse, mais existant dans la nature, très utilisé mais qui se trouve peu à peu remplacé par le BHA. Il se comporte comme un analogue synthétique de la vitamine E. Ses effets sur la santé sont encore étudiés : il n'est pas carcinogène, il est possible qu'il soit un perturbateur endocrinien, et il possèderait des propriétés antivirales. Il est aussi vendu comme complément alimentaire.                                                                                                 |

### Autres additifs
| No                                 | Nom(s)                                                                                      | Commentaires |
| Lécithines                         | Lécithines                                                                                  | Lécithines |
| ---------------------------------- | ------------------------------------------------------------------------------------------- | --- |
| E322                               | Lécithines                                                                                  | Les lécithines, ou phosphatidylcholines, sont essentiellement utilisées comme émulsifiants. Historiquement, ce sont probablement les premiers émulsifiants : cette utilisation dérive de l'utilisation du jaune d'œuf (riche en lécithine) dans la mayonnaise, où il stabilise l'émulsion entre phase aqueuse et huile. |
| E322(i)                            | Lécithine                                                                                   | Antioxydant, émulsifiant |
| E322(ii)                           | Lécithine partiellement hydrolysée                                                          | Antioxydant, émulsifiant |
| Antioxydants                       |                                                                                             | |
| E323                               | Anoxomère                                                                                   | Antioxydant interdit dans l'UE depuis au moins 2011. |
| E324                               | Éthoxyquine                                                                                 | Antioxydant interdit dans l'UE depuis au moins 2011. |
| Lactates                           |                                                                                             | |
| E325                               | Lactate de sodium                                                                           | |
| E326                               | Lactate de potassium                                                                        | |
| E327                               | Lactate de calcium                                                                          | Régulateur de l'acidité |
| E328                               | Lactate d'ammonium                                                                          | Régulateurs de l'acidité et utilisés dans le traitement des farines, ces deux lactates ne sont plus autorisés dans l'Union européenne. |
| E329                               | Lactate de magnésium (DL-)                                                                  | Régulateurs de l'acidité et utilisés dans le traitement des farines, ces deux lactates ne sont plus autorisés dans l'Union européenne. |
| Citrates                           |                                                                                             | |
| E330                               | Acide citrique                                                                              | |
| E331                               | Citrates de sodium (monosodique, disodique, trisodique)                                     | |
| E331(i)                            | Citrate biacide de sodium                                                                   | Régulateur d’acidité, séquestrant, émulsifiant, stabilisant |
| E331(ii)                           | Citrate monoacide disodique                                                                 | Régulateur d’acidité, séquestrant, émulsifiant, stabilisant |
| E331(iii)                          | Citrate trisodique                                                                          | Régulateur d’acidité, séquestrant, émulsifiant, stabilisant |
| E332                               | Citrates de potassium (monopotassique, tripotassique)                                       | |
| E332(i)                            | Citrate biacide de potassium                                                                | Régulateur de l’acidité, séquestrant, stabilisant |
| E332(ii)                           | Citrate tripotassique                                                                       | Régulateur de l’acidité, séquestrant, stabilisant |
| E333                               | Citrates de calcium (monocalcique, dicalcique, tricalcique)                                 | |
| E333(i)                            | Citrate de monocalcium                                                                      | Régulateur de l’acidité, affermissant, séquestrant, stabilisant |
| E333(ii)                           | Citrate de dicalcium                                                                        | Régulateur de l’acidité, affermissant, séquestrant, stabilisant |
| E333(iii)                          | Citrate de tricalcium                                                                       | Régulateur de l’acidité, affermissant, séquestrant, stabilisant |
| E344                               | Citrate de lécithine                                                                        | Conservateur |
| E345                               | Citrate de magnésium                                                                        | Régulateur de l’acidité |
| Tartrates                          |                                                                                             | |
| E334                               | Acide tartrique [L (+) - ]                                                                  | Les tartrates sont utilisables comme additifs, leur DJA globale est de 30 mg/kg mc. |
| E335                               | Tartrates de sodium                                                                         | Les tartrates sont utilisables comme additifs, leur DJA globale est de 30 mg/kg mc. |
| E335(i)                            | Tartrate monosodique                                                                        | Les tartrates sont utilisables comme additifs, leur DJA globale est de 30 mg/kg mc. |
| E335(ii)                           | Tartrate disodique                                                                          | Les tartrates sont utilisables comme additifs, leur DJA globale est de 30 mg/kg mc. |
| E336                               | Tartrates de potassium                                                                      | Les tartrates sont utilisables comme additifs, leur DJA globale est de 30 mg/kg mc. |
| E336(i)                            | Tartrate monopotassique                                                                     | Les tartrates sont utilisables comme additifs, leur DJA globale est de 30 mg/kg mc. |
| E336(ii)                           | Tartrate dipotassique                                                                       | Les tartrates sont utilisables comme additifs, leur DJA globale est de 30 mg/kg mc. |
| E337                               | Tartrate double de sodium et de potassium                                                   | Les tartrates sont utilisables comme additifs, leur DJA globale est de 30 mg/kg mc. |
| Orthophosphates                    |                                                                                             | |
| E338                               | Acide orthophosphorique                                                                     | L'acide orthophosphorique et ses différents sels peuvent tous être utilisés comme régulateurs de l'acidité (ce sont des tampons courants), à une DJA de 70 mg/kg mc. Certains orthophosphates peuvent avoir d'autres utilisations par ailleurs.                                                                         |
| E339                               | Orthophosphates de sodium                                                                   | |
| E339(i)                            | Phosphate monosodique                                                                       | |
| E339(ii)                           | Phosphate disodique                                                                         | |
| E339(iii)                          | Phosphate trisodique                                                                        | |
| E340                               | Orthophosphates de potassium                                                                | |
| E340(i)                            | Orthophosphate monopotassique                                                               | Régulateur de l’acidité, séquestrant, émulsifiant, agent de texture, stabilisant, agent de rétention d’eau et d’humidité |
| E340(ii)                           | Orthophosphate dipotassique ou Hydrogénophosphate de potassium                              | Régulateur de l’acidité, séquestrant, émulsifiant, agent de texture, stabilisant, agent de rétention d’eau et d’humidité |
| E340(iii)                          | Orthophosphate tripotassique                                                                | Régulateur de l’acidité, séquestrant, émulsifiant, agent de texture, stabilisant, agent de rétention d’eau/d’humidité |
| E341                               | Orthophosphates de calcium                                                                  | |
| E341(i)                            | Orthophosphate monocalcique                                                                 | Régulateur de l’acidité, traitement des farines, affermissant, agent de texture, agent levant, anti-agglomérant, agent de rétention d’eau/d’humidité, stabilisant |
| E341(ii)                           | Orthophosphate dicalcique                                                                   | Régulateur de l’acidité, traitement des farines, affermissant, agent de texture, agent levant, anti-agglomérant, agent de rétention d’eau/d’humidité, stabilisant |
| E341(iii)                          | Orthophosphate tricalcique                                                                  | Régulateur de l’acidité, traitement des farines, affermissant, agent de texture, agent levant, anti-agglomérant, agent de rétention d’eau/d’humidité, stabilisant, tampon |
| E342                               | Phosphates d'ammonium                                                                       | Régulateur de l’acidité, traitement des farines |
| E342(i)                            | Orthophosphate monoammonié                                                                  | Régulateur de l'acidité, traitement des farines |
| E342(ii)                           | Orthophosphate diammonié                                                                    | Régulateur de l’acidité, traitement des farines |
| E343                               | Orthophosphates de magnésium                                                                | Tampons |
| E343(i)                            | Orthophosphate monomagnésien                                                                | anti-agglomérant |
| E343(ii)                           | Orthophosphate dimagnésien                                                                  | anti-agglomérant |
| E343(iii)                          | Orthophosphate trimagnésien                                                                 | anti-agglomérant |
| Malates                            |                                                                                             | |
| E349                               | Malate d'ammonium                                                                           | L'acide malique (E296) est un conservateur, mais ses sels, les malates, sont plutôt employés comme régulateurs de l'acidité, à une DJA de 70 mg/kg mc. |
| E350                               | Malates de sodium                                                                           | L'acide malique (E296) est un conservateur, mais ses sels, les malates, sont plutôt employés comme régulateurs de l'acidité, à une DJA de 70 mg/kg mc. |
| E350(i)                            | Malate de sodium                                                                            | L'acide malique (E296) est un conservateur, mais ses sels, les malates, sont plutôt employés comme régulateurs de l'acidité, à une DJA de 70 mg/kg mc. |
| E350(ii)                           | Malate acide de sodium                                                                      | L'acide malique (E296) est un conservateur, mais ses sels, les malates, sont plutôt employés comme régulateurs de l'acidité, à une DJA de 70 mg/kg mc. |
| E351                               | Malates de potassium                                                                        | L'acide malique (E296) est un conservateur, mais ses sels, les malates, sont plutôt employés comme régulateurs de l'acidité, à une DJA de 70 mg/kg mc. |
| E351(i)                            | Malate acide de potassium                                                                   | L'acide malique (E296) est un conservateur, mais ses sels, les malates, sont plutôt employés comme régulateurs de l'acidité, à une DJA de 70 mg/kg mc. |
| E351(ii)                           | Malate de potassium                                                                         | L'acide malique (E296) est un conservateur, mais ses sels, les malates, sont plutôt employés comme régulateurs de l'acidité, à une DJA de 70 mg/kg mc. |
| E352                               | Malates de calcium                                                                          | L'acide malique (E296) est un conservateur, mais ses sels, les malates, sont plutôt employés comme régulateurs de l'acidité, à une DJA de 70 mg/kg mc. |
| E352(i)                            | Malate de calcium                                                                           | L'acide malique (E296) est un conservateur, mais ses sels, les malates, sont plutôt employés comme régulateurs de l'acidité, à une DJA de 70 mg/kg mc. |
| E352(ii)                           | Malate acide de calcium                                                                     | L'acide malique (E296) est un conservateur, mais ses sels, les malates, sont plutôt employés comme régulateurs de l'acidité, à une DJA de 70 mg/kg mc. |
| Tartrates                          |                                                                                             | |
| E353                               | Acide métatartrique                                                                         | Voir aussi E334 à E337 : les tartrates sont autorisés, leur DJA globale est de 30 mg/kg mc. |
| E354                               | Tartrate de calcium                                                                         | Voir aussi E334 à E337 : les tartrates sont autorisés, leur DJA globale est de 30 mg/kg mc. |
| Adipates                           |                                                                                             | |
| E355                               | Acide adipique                                                                              | L'acide adipique et ses sels les adipates sont utilisés comme régulateurs de l'acidité, avec une DJA de 5 mg/kg mc. |
| E356                               | Adipate de sodium                                                                           | L'acide adipique et ses sels les adipates sont utilisés comme régulateurs de l'acidité, avec une DJA de 5 mg/kg mc. |
| E357                               | Adipate de potassium                                                                        | L'acide adipique et ses sels les adipates sont utilisés comme régulateurs de l'acidité, avec une DJA de 5 mg/kg mc. |
| E359                               | Adipates d'ammonium                                                                         | L'acide adipique et ses sels les adipates sont utilisés comme régulateurs de l'acidité, avec une DJA de 5 mg/kg mc. |
| Succinates                         |                                                                                             | |
| E363                               | Acide succinique                                                                            | L'acide succinique et ses sels les succinates sont utilisés comme régulateurs de l'acidité et exhausteurs de goût. |
| E364                               | Succinates de sodium                                                                        | L'acide succinique et ses sels les succinates sont utilisés comme régulateurs de l'acidité et exhausteurs de goût. |
| E364(i)                            | Succinate monosodique                                                                       | L'acide succinique et ses sels les succinates sont utilisés comme régulateurs de l'acidité et exhausteurs de goût. |
| E364(ii)                           | Succinate disodique                                                                         | L'acide succinique et ses sels les succinates sont utilisés comme régulateurs de l'acidité et exhausteurs de goût. |
| Fumarates                          |                                                                                             | |
| E365                               | Fumarate de sodium                                                                          | Les sels de l'acide fumarique (E297) sont utilisés comme régulateurs de l'acidité. |
| E366                               | Fumarates de potassium                                                                      | Les sels de l'acide fumarique (E297) sont utilisés comme régulateurs de l'acidité. |
| E367                               | Fumarates de calcium                                                                        | Les sels de l'acide fumarique (E297) sont utilisés comme régulateurs de l'acidité. |
| E368                               | Fumarate d'ammonium                                                                         | Les sels de l'acide fumarique (E297) sont utilisés comme régulateurs de l'acidité. |
| Autres                             |                                                                                             | |
| E370                               | 1,4-Heptonolactone                                                                          | |
| E375                               | Acide nicotinique, niacine (vitamine B3)                                                    | Agent de rétention de la couleur |
| E380                               | Citrate de triammonium                                                                      | |
| E381                               | Citrate d'ammonium ferrique vert                                                            | régulateur de pH |
| E383                               | Glycérophosphate de calcium                                                                 | Épaississant, gélifiant, stabilisant. DJA de 10 mg/kg mc |
| E384                               | Citrates d’isopropyle                                                                       | Antioxydant, conservateur, séquestrant |
| E385                               | EDTA calcio-disodique                                                                       | DJA de 2,5 mg/kg mc. Interdit en Australie et en Suisse. |
| E386                               | EDTA disodique                                                                              | |
| E387                               | Oxystéarine                                                                                 | Stabilisant |
| E388                               | Acide thiodipropanoïque                                                                     | Antioxydant synthétique |
| E389                               | Thiodipropionate de dilauryle                                                               | Antioxydant |
| E390                               | Thiodipropionate de distéaryle                                                              | Antioxydant |
| E391                               | Acide phytique                                                                              | Conservateur |
| E392                               | Extrait de romarin                                                                          | Antioxydant |
| E399                               | Lactobionate de calcium                                                                     | Stabilisant |
| Alginates                          |                                                                                             | |
| E400                               | Acide alginique                                                                             | L'acide alginique et ses sels sont utilisés comme gélifiants et épaississants. L'Alginate de propane-1,2-diol a une DJA de 25 mg/kg mc. |
| E401                               | Alginate de sodium                                                                          | L'acide alginique et ses sels sont utilisés comme gélifiants et épaississants. L'Alginate de propane-1,2-diol a une DJA de 25 mg/kg mc. |
| E402                               | Alginate de potassium                                                                       | L'acide alginique et ses sels sont utilisés comme gélifiants et épaississants. L'Alginate de propane-1,2-diol a une DJA de 25 mg/kg mc. |
| E403                               | Alginate d'ammonium                                                                         | L'acide alginique et ses sels sont utilisés comme gélifiants et épaississants. L'Alginate de propane-1,2-diol a une DJA de 25 mg/kg mc. |
| E404                               | Alginate de calcium                                                                         | L'acide alginique et ses sels sont utilisés comme gélifiants et épaississants. L'Alginate de propane-1,2-diol a une DJA de 25 mg/kg mc. |
| E405                               | Alginate de propane-1,2-diol                                                                | L'acide alginique et ses sels sont utilisés comme gélifiants et épaississants. L'Alginate de propane-1,2-diol a une DJA de 25 mg/kg mc. |
| E406                               | Agar-agar                                                                                   | |
| E407                               | Carraghénanes                                                                               | Les carraghénanes sont des algues utilisées comme additifs avec une DJA de 75 mg/kg mc. Elles sont utilisables en agriculture biologique. |
| E407a                              | Algues eucheuma transformées                                                                | Les carraghénanes sont des algues utilisées comme additifs avec une DJA de 75 mg/kg mc. Elles sont utilisables en agriculture biologique. |
| E408                               | Glycane de levure de boulanger                                                              | |
| E409                               | Arabinogalactane                                                                            | |
| Gommes                             |                                                                                             | |
| E410                               | Farine de graines de caroube ou gomme de caroube                                            | |
| E411                               | Gomme d'avoine                                                                              | |
| E412                               | Gomme de guar                                                                               | |
| E413                               | Gomme de dragon, ou gomme adragante, tragacanthe                                            | |
| E414                               | Gomme d'acacia ou gomme arabique                                                            | |
| E414a                              | Acide octénylsuccinique (OSA), gomme arabique modifiée                                      | |
| E415                               | Gomme xanthane ou gomme de maïs                                                             | |
| E416                               | Gomme karaya                                                                                | DJA de 12,5 mg/mg mc, admis en agriculture biologique. |
| E417                               | Gomme tara                                                                                  | |
| E418                               | Gomme gellane                                                                               | |
| E419                               | Gomme ghatti                                                                                | |
| Autres                             |                                                                                             | |
| E420                               | Sorbitols                                                                                   | |
| E420(i)                            | Sorbitol                                                                                    | Humectant, agent cryoprotecteur (inhibiteur de cristallisation et agent d’abaissement cryoscopique), antioxydant pour viennoiseries, plastifiant |
| E420(ii)                           | Sirop de sorbitol                                                                           | Humectant, édulcorant |
| E421                               | Mannitol                                                                                    | Édulcorant naturel, agent de cohésion et excipient |
| E422                               | Glycérol                                                                                    | |
| E423                               | Acide octénylsuccinique (OSA), gomme arabique modifiée.                                     | |
| E424                               | Curdlan                                                                                     | |
| E425                               | Konjac                                                                                      | La gomme de Konjac est si visqueuse et collante qu'elle pose un risque de suffocation ayant entraîné plusieurs décès au Japon à la suite d'ingestion de confiseries au konjac. Pour cette raison, elle est interdite en Europe. L'additif à base de Konjac peut aussi être utilisé sous forme de farine de konjac.      |
| E425(i)                            | Gomme de konjac                                                                             | La gomme de Konjac est si visqueuse et collante qu'elle pose un risque de suffocation ayant entraîné plusieurs décès au Japon à la suite d'ingestion de confiseries au konjac. Pour cette raison, elle est interdite en Europe. L'additif à base de Konjac peut aussi être utilisé sous forme de farine de konjac.      |
| E425(ii)                           | Glucomannane de konjac (extrait de racine de Konjac)                                        | La gomme de Konjac est si visqueuse et collante qu'elle pose un risque de suffocation ayant entraîné plusieurs décès au Japon à la suite d'ingestion de confiseries au konjac. Pour cette raison, elle est interdite en Europe. L'additif à base de Konjac peut aussi être utilisé sous forme de farine de konjac.      |
| E426                               | Hémicellulose de soja                                                                       | |
| E427                               | Gomme de casse                                                                              | |
| E428                               | Gélatine                                                                                    | Stabilisant, gélifiant, émulsifiant, épaississant, support |
| E429                               | Peptones                                                                                    | Émulsifiant |
| Stéarates                          |                                                                                             | |
| E430                               | Stéarate de polyoxyéthylène (8)                                                             | Émulsifiant |
| E431                               | Stéarate de polyoxyéthylène (40)                                                            | Émulsifiant |
| Polysorbates                       |                                                                                             | |
| E432                               | Monolaurate de polyoxyéthylène sorbitane (polysorbate 20)                                   | Émulsifiants utilisés avec une DJA de 10 mg/kg mc. |
| E433                               | Monooléate de polyoxyéthylène de sorbitane (polysorbate 80)                                 | Émulsifiants utilisés avec une DJA de 10 mg/kg mc. |
| E434                               | Monopalmitate de polyoxyéthylène sorbitane (polysorbate 40)                                 | Émulsifiants utilisés avec une DJA de 10 mg/kg mc. |
| E435                               | Monostéarate de polyoxyéthylène sorbitane (polysorbate 60)                                  | Émulsifiants utilisés avec une DJA de 10 mg/kg mc. |
| E436                               | Tristéarate de polyoxyéthylène sorbitane (polysorbate 65)                                   | Émulsifiants utilisés avec une DJA de 10 mg/kg mc. |
| Autres                             |                                                                                             | |
| E440                               | Pectines                                                                                    | Les pectines sont des agents épaississants naturels, notamment présents dans la pomme. |
| E440(i)                            | Pectine                                                                                     | Les pectines sont des agents épaississants naturels, notamment présents dans la pomme. |
| E440(ii)                           | Pectine amidée                                                                              | Les pectines sont des agents épaississants naturels, notamment présents dans la pomme. |
| E441                               | Gélatine (d'origine animale)                                                                | |
| E442                               | Phosphatides d'ammonium                                                                     | Émulsifiant |
| E443                               | Huile végétale bromée                                                                       | L'huile végétale bromée est utilisée comme émulsifiant et stabilisant. Autorisée aux États-Unis, elle est interdite dans de nombreux pays et notamment interdite dans l'Union européenne. |
| E444                               | Acétate isobutyrate de saccharose                                                           | |
| E445                               | Ester glycérique de résines de bois                                                         | DJA 12,5 mg/kg mc |
| E445(i)                            | Esters glycériques de gomme-résine                                                          | |
| E445(ii)                           | Esters glycériques de colophane d'huile de pin                                              | |
| E445(iii)                          | Ester glycérolique de résine de bois                                                        | |
| E446                               | Succistéarine                                                                               | Émulsifiant |
| Polyphosphates                     |                                                                                             | |
| E450                               | Diphosphates                                                                                | |
| E450(i)                            | Diphosphate disodique                                                                       | |
| E450(ii)                           | Diphosphate trisodique                                                                      | |
| E450(iii)                          | Diphosphate tétrasodique, pyrophosphate de sodium                                           | |
| E450(iv)                           | Diphosphate dipotassique                                                                    | |
| E450(v)                            | Diphosphate tétrapotassique                                                                 | |
| E450(vi)                           | Diphosphate dicalcique                                                                      | |
| E450(vii)                          | Dihydrogéno diphosphate de calcium                                                          | |
| E450(viii)                         | Diphosphate dimagnésien                                                                     | Émulsifiant, stabilisant, régulateur de l’acidité, agent levant, séquestrant, agent de rétention d’eau et d’humidité |
| E450(ix)                           | Diphosphate déshydrogéné de magnésium                                                       | Agent levant et régulateur de l'acidité |
| E451                               | Triphosphates                                                                               | |
| E451(i)                            | Triphosphate pentasodique                                                                   | DJA 70 mg/kg mc |
| E451(ii)                           | Triphosphate pentapotassique                                                                | DJA 70 mg/kg mc |
| E451(iii)                          | Triphosphate sodique potassique                                                             | |
| E452                               | Polyphosphates                                                                              | |
| E452(i)                            | Polyphosphates sodiques                                                                     | |
| E452(ii)                           | Polyphosphates potassiques                                                                  | |
| E452(iii)                          | Polyphosphates calco-sodiques                                                               | |
| E452(iv)                           | Polyphosphates calciques                                                                    | |
| E452(v)                            | Polyphosphate d'ammonium                                                                    | Émulsifiant, stabilisant, séquestrant, agent de texture, agent de rétention d’eau et d’humidité |
| E452(vi)                           | Tripoliphosphate de sodium et de potassium                                                  | Émulsifiant, stabilisant, régulateur de l’acidité, agent levant, séquestrant, agent de rétention d’eau et d’humidité |
| E454                               | Orthophosphate ferrique (III)                                                               | |
| E455                               | Pyrophosphate ferrique (III)                                                                | |
| Autres                             |                                                                                             | |
| E457                               | α-Cyclodextrine                                                                             | Stabilisant, liant |
| E458                               | γ-Cyclodextrine                                                                             | Stabilisant, liant |
| E459                               | β-Cyclodextrine                                                                             | DJA 9 mg/kg mc |
| Dérivés cellulosiques              |                                                                                             | |
| E460                               | Celluloses                                                                                  | Stabilisant, épaississant |
| E460(i)                            | Cellulose microcristalline                                                                  | Stabilisant |
| E460(ii)                           | Cellulose en poudre                                                                         | Stabilisant, épaississant |
| E461                               | Méthylcellulose                                                                             | Stabilisant, épaississant |
| E462                               | Éthylcellulose                                                                              | Stabilisant, épaississant |
| E463                               | Hydroxypropylcellulose                                                                      | Stabilisant, épaississant |
| E464                               | Hydroxypropylméthylcellulose                                                                | Stabilisant, épaississant |
| E465                               | Éthylméthylcellulose                                                                        | Stabilisant, épaississant |
| E466                               | Carboxyméthylcellulose                                                                      | Stabilisant, épaississant |
| E467                               | Éthyl-hydroxyéthyl-cellulose                                                                | Épaississant, stabilisant, émulsifiant |
| E468                               | Carboxyméthylcellulose de sodium réticulée                                                  | |
| E469                               | Carboxyméthylcellulose hydrolysée de manière enzymatique                                    | |
| Dérivés d'acides gras alimentaires |                                                                                             | |
| E470                               | Sels d'acides gras                                                                          | La lettre, si présente, précise le cation du sel, le classement i ou ii la nature de l'acide gras. Les sels peuvent aussi être des sels d'ammonium ou d'aluminium. |
| E470a                              | Sels de sodium, de potassium et de calcium d'acides gras                                    | La lettre, si présente, précise le cation du sel, le classement i ou ii la nature de l'acide gras. Les sels peuvent aussi être des sels d'ammonium ou d'aluminium. |
| E470b                              | Sels de magnésium d'acides gras                                                             | La lettre, si présente, précise le cation du sel, le classement i ou ii la nature de l'acide gras. Les sels peuvent aussi être des sels d'ammonium ou d'aluminium. |
| E470(i)                            | Sels d’acides myristique, palmitique et stéarique                                           | La lettre, si présente, précise le cation du sel, le classement i ou ii la nature de l'acide gras. Les sels peuvent aussi être des sels d'ammonium ou d'aluminium. |
| E470(ii)                           | Sels d’acide oléique                                                                        | La lettre, si présente, précise le cation du sel, le classement i ou ii la nature de l'acide gras. Les sels peuvent aussi être des sels d'ammonium ou d'aluminium. |
| E470(iii)                          | Stéarate de magnésium                                                                       | |
| E471                               | Mono- et diglycérides d'acides gras alimentaires                                            | |
| E472                               | Esters d'acides gras alimentaires                                                           | |
| E472a                              | Esters acétiques des mono- et diglycérides d’acides gras                                    | |
| E472b                              | Esters lactiques des mono- et diglycérides d’acides gras                                    | |
| E472c                              | Esters citriques des mono- et diglycérides d’acides gras                                    | |
| E472d                              | Esters tartriques des mono- et diglycérides d’acides gras                                   | |
| E472e                              | Esters mono- et diacétyltartriques des mono- et diglycérides d’acides gras                  | |
| E472f                              | Esters mixtes acétiques et tartriques des mono- et diglycérides d’acides gras               | |
| E472g                              | Monoglycérides succinyles                                                                   | Non listé en 2011 |
| E473                               | Sucroester d'acide gras                                                                     | |
| E474                               | Sucroglycérides                                                                             | |
| E475                               | Esters polyglycériques d'acides gras                                                        | |
| E476                               | Esters polyglycériques d'acides gras d'huile de ricin, polyricinoléate de polyglycérol      | |
| E477                               | Esters du propylène glycol d'acide gras                                                     | |
| E478                               | Esters lactyles d'acides gras du glycérol et du propane-1,2-diol                            | |
| E479b                              | Huile de soja oxydée par chauffage ayant réagi avec des mono- et diglycérides d'acides gras | |
| E480                               | Docusate de sodium                                                                          | |
| E481                               | Stéaroyl-2-lactylate de sodium                                                              | émulsifiant et stabilisant |
| E481(i)                            | Stéaryl de sodium lactylé                                                                   | émulsifiant et stabilisant |
| E481(ii)                           | Oléyl de sodium lactylé                                                                     | émulsifiant et stabilisant |
| E482                               | Stéaroyl-2-lactylate de calcium                                                             | |
| E482(i)                            | Stéaryl de calcium lactylé                                                                  | |
| E482(ii)                           | Oléyl de calcium lactylé                                                                    | |
| E483                               | Tartrate de stéaryle                                                                        | |
| E484                               | Citrate de stéaryle                                                                         | non listé en 2011 |
| E485                               | Stéaroylfumarate de sodium                                                                  | non listés en 2011 |
| E486                               | Stearoylfumarate de calcium                                                                 | non listés en 2011 |
| E487                               | Laurylsulfate de sodium                                                                     | Émulsifiant |
| E488                               | Mono- et diglycérides éthoxylés                                                             | Émulsifiant |
| E489                               | Ester de méthylglycoside d'huile de coco                                                    | Émulsifiant |
| E490                               | Glycole de propylène                                                                        | Solvant |
| E491                               | Monostéarate de sorbitane                                                                   | Esters de sorbitane |
| E492                               | Tristéarate de sorbitane                                                                    | Esters de sorbitane |
| E493                               | Monolaurate de sorbitane                                                                    | Esters de sorbitane |
| E494                               | Monoléate de sorbitane                                                                      | Esters de sorbitane |
| E495                               | Monopalmitate de sorbitane                                                                  | Esters de sorbitane |
| E496                               | Trioléate de sorbitane                                                                      | Esters de sorbitane |
| Carbonates                         |                                                                                             | |
| E500                               | Carbonates de sodium                                                                        | |
| E500(i)                            | Carbonate de sodium                                                                         | |
| E500(ii)                           | Carbonate acide de sodium (bicarbonate de sodium / bicarbonate de soude)                    | |
| E500(iii)                          | Sesquicarbonate de sodium                                                                   | Régulateur de l’acidité, agent levant, anti-agglomérant |
| E501                               | Carbonates de potassium                                                                     | |
| E501(i)                            | Carbonate de potassium                                                                      | |
| E501(ii)                           | Carbonate acide de potassium (bicarbonate de potassium)                                     | |
| E502                               | Carbonates                                                                                  | |
| E503                               | Carbonates d'ammonium                                                                       | |
| E503(i)                            | Carbonate d'ammonium                                                                        | |
| E503(ii)                           | Carbonate acide d'ammonium (bicarbonate d'ammonium)                                         | |
| E504                               | Carbonates de magnésium                                                                     | |
| E504(i)                            | Carbonate de magnésium                                                                      | |
| E504(ii)                           | Carbonate acide de magnésium (bicarbonate de magnésium)                                     | |
| E505                               | Carbonate de fer                                                                            | |
| Chlorures                          |                                                                                             | |
| E507                               | Acide chlorhydrique                                                                         | |
| E508                               | Chlorure de potassium                                                                       | |
| E509                               | Chlorure de calcium                                                                         | |
| E510                               | Chlorure d'ammonium                                                                         | |
| E511                               | Chlorure de magnésium                                                                       | |
| E512                               | Chlorure stanneux                                                                           | |
| Sulfates                           |                                                                                             | |
| E513                               | Acide sulfurique                                                                            | |
| E514                               | Sulfates de sodium                                                                          | |
| E514(i)                            | Sulfate de sodium                                                                           | |
| E514(ii)                           | Hydrogénosulfate de sodium                                                                  | |
| E515                               | Sulfate de potassium                                                                        | |
| E516                               | Sulfate de calcium, gypse, plâtre de Paris                                                  | |
| E517                               | Sulfate d'ammonium                                                                          | Stabilisant |
| E518                               | Sulfate de magnésium                                                                        | |
| E519                               | Sulfate de cuivre                                                                           | |
| E520                               | Sulfate d'aluminium                                                                         | |
| E521                               | Sulfate d'aluminium sodique                                                                 | |
| E522                               | Sulfate d'aluminium potassique                                                              | |
| E523                               | Sulfate d'aluminium ammonique                                                               | interdit dans le blanc d'œuf en 2014 |
| Hydroxydes                         |                                                                                             | |
| E524                               | Hydroxyde de sodium                                                                         | |
| E525                               | Hydroxyde de potassium                                                                      | |
| E526                               | Hydroxyde de calcium                                                                        | |
| E527                               | Hydroxyde d'ammonium                                                                        | |
| E528                               | Hydroxyde de magnésium                                                                      | |
| E529                               | Oxyde de calcium, chaux vive                                                                | |
| E530                               | Oxyde de magnésium périclase                                                                | |
| Ferrocyanures                      |                                                                                             | |
| E535                               | Ferrocyanure de sodium, prussiate jaune de sodium                                           | DJA de 0,03 mg/kg mc. |
| E536                               | Ferrocyanure de potassium                                                                   | DJA de 0,03 mg/kg mc. |
| E537                               | Hexacyanomanganate de fer (ferreux)                                                         | Interdit dans l'UE |
| E538                               | Ferrocyanure de calcium                                                                     | DJA de 0,03 mg/kg mc. |
| Thiosulfate                        |                                                                                             | |
| E539                               | Thiosulfate de sodium                                                                       | Antioxydant |
| Phosphates                         |                                                                                             | |
| E540                               | Phosphate acide de calcium                                                                  | |
| E541                               | Phosphate d'aluminium sodique et de sodium                                                  | Poudre à lever de synthèse |
| E541(i)                            | Phosphate de sodium-aluminium (acide)                                                       | Régulateur de l’acidité, émulsifiant, agent levant |
| E541(ii)                           | Phosphate de sodium-aluminium (basique)                                                     | Régulateur de l’acidité, émulsifiant |
| E542                               | Phosphate d'os comestible                                                                   | |
| E543                               | Polyphosphate de sodium de calcium                                                          | Émulsifiant |
| E544                               | Polyphosphate de calcium                                                                    | |
| E545                               | Polyphosphate d'ammonium                                                                    | |
| E546                               | Pyrophosphate de magnésium                                                                  | |
| Silicates                          |                                                                                             | |
| E550                               | Silicate de sodium                                                                          | |
| E550(i)                            | Silicate de sodium                                                                          | Anti-agglomérant |
| E550(ii)                           | Métasilicate de sodium                                                                      | Anti-agglomérant |
| E551                               | Dioxyde de silicium, silice amorphe                                                         | |
| E552                               | Silicate de calcium                                                                         | |
| E553                               | Silicate de magnésium                                                                       | Anticoagulant |
| E553a                              | Silicate de magnésium synthétique                                                           | Anticoagulant |
| E553a(i)                           | Silicate de magnésium                                                                       | |
| E553a(ii)                          | Trisilicate de magnésium                                                                    | |
| E553b                              | Talc                                                                                        | |
| E553(i)                            | Silicate de magnésium                                                                       | Anti-agglomérant, poudre pour pulvérisation sèche |
| E553(ii)                           | Trisilicate de magnésium                                                                    | Anti-agglomérant, poudre pour pulvérisation sèche |
| E553(iii)                          | Talc                                                                                        | Anti-agglomérant, poudre pour pulvérisation sèche, agent d’enrobage, agent de finition superficielle, agent de texture |
| E554                               | Silicate alumino-sodique                                                                    | exclu des compléments alimentaires en 2014 |
| E555                               | Silicate alumino-potassique                                                                 | |
| E556                               | Silicate alumino-calcique                                                                   | devrait être interdit en 2014 en Suisse |
| E557                               | Silicate de zinc                                                                            | |
| E558                               | Bentonite                                                                                   | |
| E559                               | Silicate d'aluminium (kaolin)                                                               | devrait être interdit en 2014 en Suisse |
| E560                               | Silicate de potassium                                                                       | Anti-agglomérant |
| Stéarates                          |                                                                                             | |
| E570                               | Acide stéarique, stéarine                                                                   | En 2016, le SIN affecte le numéro 570 aux acides gras en général, et abandonne les numéros 571, 572 et 573. |
| E571                               | Stéarate d'ammonium                                                                         | Anti-agglomérant |
| E572                               | Stéarate de magnésium                                                                       | |
| E573                               | Stéarate d'aluminium                                                                        | |
| Gluconates                         |                                                                                             | |
| E574                               | Acide gluconique                                                                            | |
| E575                               | δ-Gluconolactone                                                                            | |
| E576                               | Gluconate de sodium                                                                         | |
| E577                               | Gluconate de potassium                                                                      | |
| E578                               | Gluconate de calcium                                                                        | |
| E579                               | Gluconate ferreux                                                                           | |
| E580                               | Gluconate de magnésium                                                                      | Régulateur de l’acidité, affermissant, exhausteur d’arôme |
| E585                               | Lactate ferreux                                                                             | |
| E586                               | 4-Hexylrésorcinol                                                                           | Agent de rétention de la couleur, antioxydant |

### Exhausteurs de goût
| No         | Nom(s)                                     | Commentaires |
| Glutamates | Glutamates                                 | Glutamates |
| ---------- | ------------------------------------------ | --- |
| E620       | Acide glutamique                           | L'acide glutamique et ses sels est relativement controversé (le MSG, ou glutamate monosodique, a été accusé de diverses formes d'intoxication). Jusqu'en 2017, considéré comme sûr quelle que soit la quantité, il n'avait pas de dose journalière admissible, mais une réévaluation de l'EFSA en 2017 lui associe une DJA de 30 mg par kg de poids corporel, en deçà de la plus faible dose possiblement associée à des effets secondaires. |
| E621       | Glutamate monosodique                      | L'acide glutamique et ses sels est relativement controversé (le MSG, ou glutamate monosodique, a été accusé de diverses formes d'intoxication). Jusqu'en 2017, considéré comme sûr quelle que soit la quantité, il n'avait pas de dose journalière admissible, mais une réévaluation de l'EFSA en 2017 lui associe une DJA de 30 mg par kg de poids corporel, en deçà de la plus faible dose possiblement associée à des effets secondaires. |
| E622       | Glutamate monopotassique                   | L'acide glutamique et ses sels est relativement controversé (le MSG, ou glutamate monosodique, a été accusé de diverses formes d'intoxication). Jusqu'en 2017, considéré comme sûr quelle que soit la quantité, il n'avait pas de dose journalière admissible, mais une réévaluation de l'EFSA en 2017 lui associe une DJA de 30 mg par kg de poids corporel, en deçà de la plus faible dose possiblement associée à des effets secondaires. |
| E623       | Diglutamate de calcium                     | L'acide glutamique et ses sels est relativement controversé (le MSG, ou glutamate monosodique, a été accusé de diverses formes d'intoxication). Jusqu'en 2017, considéré comme sûr quelle que soit la quantité, il n'avait pas de dose journalière admissible, mais une réévaluation de l'EFSA en 2017 lui associe une DJA de 30 mg par kg de poids corporel, en deçà de la plus faible dose possiblement associée à des effets secondaires. |
| E624       | Glutamate d'ammonium                       | L'acide glutamique et ses sels est relativement controversé (le MSG, ou glutamate monosodique, a été accusé de diverses formes d'intoxication). Jusqu'en 2017, considéré comme sûr quelle que soit la quantité, il n'avait pas de dose journalière admissible, mais une réévaluation de l'EFSA en 2017 lui associe une DJA de 30 mg par kg de poids corporel, en deçà de la plus faible dose possiblement associée à des effets secondaires. |
| E625       | Diglutamate de magnésium                   | L'acide glutamique et ses sels est relativement controversé (le MSG, ou glutamate monosodique, a été accusé de diverses formes d'intoxication). Jusqu'en 2017, considéré comme sûr quelle que soit la quantité, il n'avait pas de dose journalière admissible, mais une réévaluation de l'EFSA en 2017 lui associe une DJA de 30 mg par kg de poids corporel, en deçà de la plus faible dose possiblement associée à des effets secondaires. |
| Guanylates |                                            | |
| E626       | Guanosine monophosphate (acide guanylique) | L'acide guanylique et ses sels sont à la base de la même saveur umami que l'acide glutamique. |
| E627       | Guanylate disodique                        | L'acide guanylique et ses sels sont à la base de la même saveur umami que l'acide glutamique. |
| E628       | Guanylate dipotassique                     | L'acide guanylique et ses sels sont à la base de la même saveur umami que l'acide glutamique. |
| E629       | Guanylate de calcium                       | L'acide guanylique et ses sels sont à la base de la même saveur umami que l'acide glutamique. |
| Inosinates |                                            | |
| E630       | Acide inosinique                           | L'acide inosinique et ses sels sont à la base de la même saveur umami que l'acide glutamique. |
| E631       | Inosinate disodique                        | L'acide inosinique et ses sels sont à la base de la même saveur umami que l'acide glutamique. |
| E632       | Inosinate dipotassique                     | L'acide inosinique et ses sels sont à la base de la même saveur umami que l'acide glutamique. |
| E633       | Inosinate de calcium                       | L'acide inosinique et ses sels sont à la base de la même saveur umami que l'acide glutamique. |
| Divers     |                                            | |
| E634       | 5'-Ribonucléotide calcique                 | |
| E635       | 5'-Ribonucléotide disodique                | |
| E636       | Maltol                                     | |
| E637       | Éthyl-maltol                               | |
| E638       | Aspartate de sodium, L-                    | |
| E639       | Alanine, DL-                               | |
| E640       | Glycine et son sel de sodium               | |
| E641       | L-leucine                                  | DJA de 20 mg/kg mc. |
| E642       | Hydrochlorure de lysine                    | |
| E650       | Acétate de zinc                            | |

### Antibiotiques
| No   | Nom(s)       | Commentaires |
| ---- | ------------ | --- |
| E710 | Spiramycines | Utilisé uniquement dans les produits laitiers, à base d'œufs, ou la viande, sur permission spéciale.                             |
| E713 | Tylosine     | Utilisé uniquement dans les produits laitiers, à base d'œufs, ou la viande, sur permission spéciale. La DJA est de 0,2 mg/kg mc. |

### Cires et hydrocarbures
| No    | Nom(s)                                                                    | Commentaires                                                        |
| ----- | ------------------------------------------------------------------------- | ------------------------------------------------------------------- |
| E900  | Polydiméthylsiloxane (diméthicone)                                        | Antimoussant, anti-agglomérant et émulsifiant. DJA de 1,5 mg/kg mc. |
| E900a | Polydiméthylsiloxane                                                      | Antimoussant, anti-agglomérant, émulsifiant                         |
| E900b | Méthylphénylpolysiloxane                                                  | Antimoussant                                                        |
| E901  | Cire d'abeille jaunâtre, cire d'abeille blanchâtre (cire jaune décolorée) | Nébulisant (vaporisé en fines gouttelettes) et agent d'enrobage     |
| E902  | Cire de Candelilla                                                        | Émulsifiant                                                         |
| E903  | Cire de carnauba                                                          | Agent d'enrobage. DJA de 7 mg/kg mc.                                |

### Gommes à mâcher
| No   | Nom(s)                   | Commentaires                    |
| ---- | ------------------------ | ------------------------------- |
| E904 | Gomme-laque (ou shellac) | Utilisée comme agent d'enrobage |

### Glaces
| No        | Nom(s)                                                        | Commentaires                                                                       |
| --------- | ------------------------------------------------------------- | ---------------------------------------------------------------------------------- |
| E905      | Paraffine, huile minérale                                     |                                                                                    |
| E905a     | Huile minérale de qualité alimentaire                         | Glaçage, conditionnement hermétique                                                |
| E905b     | Vaseline, pétrolatum                                          | Glaçage, conditionnement hermétique, antimoussant                                  |
| E905c     | Cire de pétrole                                               | Glaçage, conditionnement hermétique                                                |
| E905c(i)  | Cire microcristalline                                         | Glaçage                                                                            |
| E905c(ii) | Cire de paraffine                                             | Glaçage                                                                            |
| E905d     | Huile minérale, viscosité élevée                              | Glaçage, conditionnement hermétique                                                |
| E905e     | Huile minérale, viscosité moyenne (catégorie I)               | Glaçage, conditionnement hermétique                                                |
| E905f     | Huile minérale, viscosité moyenne et faible (catégorie II)    | Glaçage, conditionnement hermétique                                                |
| E905g     | Huile minérale, viscosité moyenne et faible (catégorie III)   | Glaçage, conditionnement hermétique                                                |
| E906      | Gomme de benjoin                                              |                                                                                    |
| E907      | Poly-1-décène hydrogéné                                       |                                                                                    |
| E908      | Cire de son de riz                                            |                                                                                    |
| E909      | Cire de blanc de baleine                                      | Glaçage                                                                            |
| E910      | Esters de cires                                               | Glaçage                                                                            |
| E911      | Esters méthyliques d'acides gras                              | Glaçage                                                                            |
| E912      | Ester de l'acide montanique                                   |                                                                                    |
| E913      | Lanoline                                                      |                                                                                    |
| E914      | Cire de polyéthylène oxydée                                   |                                                                                    |
| E915      | Esters de colophane                                           |                                                                                    |
| E916      | Iodate de calcium                                             | Traitement des farines                                                             |
| E917      | Iodate de potassium                                           | Traitement des farines                                                             |
| E918      | Oxydes d'azote                                                | Traitement des farines                                                             |
| E919      | Chlorure de nitrosyle                                         | Traitement des farines                                                             |
| E920      | L-Cystéine et ses chlorhydrates - sels de sodium et potassium |                                                                                    |
| E921      | Cystine et ses chlorhydrates - sels de sodium et potassium    |                                                                                    |
| E922      | Persulfate de potassium                                       | Les persulfates de potassium et d'ammonium sont interdits dans l'Union européenne. |
| E923      | Persulfate d'ammonium                                         | Les persulfates de potassium et d'ammonium sont interdits dans l'Union européenne. |
| E924      | Bromate de potassium                                          | Traitement des farines (non listé au SIN en 2016)                                  |
| E924a     | Bromate de potassium                                          | Traitement des farines (non listé au SIN en 2016)                                  |
| E924b     | Bromate de calcium                                            | Traitement des farines (non listé au SIN en 2016)                                  |
| E925      | Chlore                                                        | Interdit dans l'UE.                                                                |
| E926      | Peroxyde de chlore                                            | Interdit dans l'UE.                                                                |
| E927      | azodicarbonamide, Carbamide                                   |                                                                                    |
| E927a     | azodicarbonamide                                              | Interdit dans l'UE.                                                                |
| E927b     | Carbamide (urée)                                              |                                                                                    |
| E928      | Peroxyde de benzoyle                                          | Interdit en Chine                                                                  |
| E929      | Peroxyde d'acétone                                            | Traitement des farines                                                             |
| E930      | Peroxyde de calcium                                           | Interdit en Chine                                                                  |

### Gaz propulseurs, inerteur, conditionneur ou traceur
| No    | Nom(s)                                                             | Commentaires |
| ----- | ------------------------------------------------------------------ | --- |
| E931  | Diazote                                                            | Ré-affecté en E941, la dénomination E931 n'est plus utilisée.                                                           |
| E932  | Oxyde d'azote (NO, NO2 et parfois le protoxyde d'azote par erreur) | Ré-affecté en E942 pour le protoxyde, en E918 pour les autres oxydes d'azote, la dénomination E932 n'est plus utilisée. |
| E938  | Argon                                                              | Inerteur (non listé au SIN en 2016)                                                                                     |
| E939  | Hélium                                                             | Traceur (non listé au SIN en 2016)                                                                                      |
| E940  | Dichlorodifluorométhane (Fréon-12 ou encore R12)                   | Propulseur (interdit en 1995)                                                                                           |
| E941  | Diazote                                                            | Propulseur |
| E942  | Protoxyde d'azote                                                  | Conditionneur |
| E943  | Butane                                                             | Propulseur |
| E943a | Butane                                                             | Propulseur |
| E943b | Isobutane                                                          | Propulseur |
| E944  | Propane                                                            | Propulseur |
| E945  | Chloropentafluoroéthane                                            | Propulseur (interdit en Europe)                                                                                         |
| E946  | Octafluorocyclobutane                                              | Propulseur (interdit en Europe)                                                                                         |
| E948  | Dioxygène                                                          | Conditionneur (non listé au SIN en 2016)                                                                                |
| E949  | Dihydrogène                                                        | Traceur |

### Édulcorants
Les édulcorants donnent une saveur sucrée aux denrées alimentaires. Ceux-ci sont utilisés lors de la fabrication de denrées alimentaires à faible valeur énergétique, de denrées non cariogènes et d'aliments sans sucres ajoutés pour prolonger la durée de vie en étalage par le remplacement du sucre, ainsi que pour la production de produits diététiques. Ils sont de natures diverses, présentent un Pouvoir sucrant supérieur à celui du saccharose, et ont généralement une valeur nutritive nulle ou inférieure à celle du saccharose.
| No        | Nom(s)                                                                  | Commentaires |
| --------- | ----------------------------------------------------------------------- | --- |
| E950      | Acésulfame K                                                            | La DJA de l'acésulfame K est de 9 mg/kg mc. |
| E951      | Aspartame                                                               | La DJA de l'aspartame est de 40 mg/kg mc. |
| E952      | Acide cyclamique et ses sels                                            | L'acide cyclamique et ses sels sont autorisés avec une DJA de 11 mg/kg mc en Europe, mais interdits aux États-Unis |
| E952(i)   | Acide cyclamique                                                        | L'acide cyclamique et ses sels sont autorisés avec une DJA de 11 mg/kg mc en Europe, mais interdits aux États-Unis |
| E952(ii)  | Cyclamate de calcium                                                    | L'acide cyclamique et ses sels sont autorisés avec une DJA de 11 mg/kg mc en Europe, mais interdits aux États-Unis |
| E952(iii) | Cyclamate de potassium                                                  | L'acide cyclamique et ses sels sont autorisés avec une DJA de 11 mg/kg mc en Europe, mais interdits aux États-Unis |
| E952(iv)  | Cyclamate de sodium                                                     | L'acide cyclamique et ses sels sont autorisés avec une DJA de 11 mg/kg mc en Europe, mais interdits aux États-Unis |
| E953      | Isomalt                                                                 | |
| E954      | Saccharine et ses sels                                                  | La saccharine est le plus ancien édulcorant artificiel, sa DJA est de 5 mg/kg mc. |
| E954(i)   | Saccharine                                                              | La saccharine est le plus ancien édulcorant artificiel, sa DJA est de 5 mg/kg mc. |
| E954(ii)  | Saccharine de calcium                                                   | La saccharine est le plus ancien édulcorant artificiel, sa DJA est de 5 mg/kg mc. |
| E954(iii) | Saccharine de potassium                                                 | La saccharine est le plus ancien édulcorant artificiel, sa DJA est de 5 mg/kg mc. |
| E954(iv)  | Saccharine de sodium                                                    | La saccharine est le plus ancien édulcorant artificiel, sa DJA est de 5 mg/kg mc. |
| E955      | Sucralose                                                               | |
| E956      | Alitame                                                                 | L'alitame est autorisée en Chine, en Australie et en Nouvelle-Zélande, mais interdite en Europe et aux États-Unis (son autorisation n'a pas été demandée en raison de son coût élevé de production). Elle est listée au codex et considérée comme sûre par le JECFA, avec une DJA de 1 mg/kg de mc. |
| E957      | Thaumatine                                                              | |
| E958      | Acide glycyrrhizique et sels, glycyrrhizine (liquorice)                 | Interdit en Europe. |
| E959      | Néohespéridine dihydrochalcone (NHDC)                                   | DJA de 5 mg/kg mc. |
| E960      | Glucosides de steviol (stévioside et rébaudioside A), extrait de stévia | |
| E961      | Néotame                                                                 | |
| E962      | Sel d'aspartame-acésulfame                                              | |
| E963      | Tagatose, D-                                                            | Interdit en Europe. |
| E964      | Sirop de polyglycitol                                                   | Interdit en Europe. |
| E965      | Maltitol                                                                | |
| E965(i)   | Maltitol                                                                | |
| E965(ii)  | Sirop de maltitol                                                       | |
| E966      | Lactitol                                                                | |
| E967      | Xylitol                                                                 | |
| E968      | Érythritol                                                              | |
| E969      | Advantame                                                               | |

### Divers
| No               | Nom(s)                                                                             | Commentaires |
| Divers           | Divers                                                                             | Divers |
| ---------------- | ---------------------------------------------------------------------------------- | --- |
| E999             | Extraits de quillaia                                                               | Moussant, DJA 5 mg kg/mc |
| E999(i)          | Extrait de quillaia de type 1                                                      | Moussant, émulsifiant |
| E999(ii)         | Extrait de quillaia de type 2                                                      | Moussant, émulsifiant |
| E1000            | Acide cholique                                                                     | Émulsifiant |
| E1001            | Sels et esters de choline                                                          | Émulsifiant |
| E1001(i)         | Acétate de choline                                                                 | Émulsifiant |
| E1001(ii)        | Carbonate de choline                                                               | Émulsifiant |
| E1001(iii)       | Chlorure de choline                                                                | Émulsifiant |
| E1001(iv)        | Citrate de choline                                                                 | Émulsifiant |
| E1001(v)         | Tartrate de choline                                                                | Émulsifiant |
| E1001(vi)        | Lactate de choline                                                                 | Émulsifiant |
| E1100            | Amylases                                                                           | Traitement des farines |
| E1100(i)         | Alpha-amylase de Aspergillus oryzae                                                | Traitement des farines |
| E1100(ii)        | Alpha-amylase de Bacillus stearothermophilus                                       | Traitement des farines |
| E1100(iii)       | Alpha-amylase de Bacillus subtilis                                                 | Traitement des farines |
| E1100(iv)        | Alpha-amylase de Bacillus megaterium exprimé dans Bacillus subtilis                | Traitement des farines |
| E1100(v)         | Alpha-amylase de Bacillus stearothermophilus exprimé dans Bacillus subtilis        | Traitement des farines |
| E1100(vi)        | Carbohydrase de Bacillus licheniformis                                             | Traitement des farines |
| E1101            | Protéases                                                                          | Traitement des farines, stabilisant, exaltateur d’arôme |
| E1101(i)         | Protéase                                                                           | Traitement des farines, stabilisant, exaltateur d’arôme |
| E1101(ii)        | Papaïne                                                                            | Exaltateur d’arôme |
| E1101(iii)       | Bromélaïne                                                                         | Traitement des farines, stabilisant, exaltateur d’arôme |
| E1101(iv)        | Ficine                                                                             | Traitement des farines, stabilisant, exaltateur d’arôme |
| E1102            | Glucose oxydase                                                                    | Antioxydant |
| E1103            | Invertase                                                                          | Stabilisant |
| E1104            | Lipases                                                                            | Exaltateur d’arôme |
| E1105            | Lysozyme                                                                           | Agent de conservation |
| E1200            | Polydextrose                                                                       | Agent de lest, stabilisant, épaississant, humectant, agent de texture |
| E1201            | Poly vinyl pyrrolidone                                                             | Raffermissant, stabilisant, dispersant |
| E1202            | Polyvinyl polypyrrolidone (crospovidone)                                           | Stabilisant de la couleur, agent colloïdal, stabilisant |
| E1203            | Alcool polyvinylique                                                               | Agent d’enrobage, liant, agent de conditionnement hermétique, agent de finition superficielle                                                                                           |
| E1204            | Pullulane (ou pullulan)                                                            | Agent de glaçage et filmogène (formant un film) |
| E1205            | Copolymère méthacrylate basique                                                    | Agent d'enrobage |
| E1206            | Copolymère méthacrylate neutre                                                     | Agent d'enrobage |
| E1207            | Copolymère méthacrylate anionique                                                  | Agent d'enrobage |
| E1208            | Copolymère d'acétate de vinyle et de polyvinylpyrrolidone,                         | Agent d'enrobage |
| E1209            | Alcool polyvinyle-glycol de polyéthylène graft copolymère Copolymère de PVA et PEG | Agent d'enrobage et anti-agglomérant |
| Amidons modifiés |                                                                                    | |
| E1400            | Dextrines, amidon torréfié                                                         | Stabilisant, épaississant, liant, émulsifiant |
| E1401            | Amidon traité aux acides                                                           | Stabilisant, épaississant, liant, émulsifiant |
| E1402            | Amidon traité aux alcalis                                                          | Stabilisant, épaississant, liant, émulsifiant |
| E1403            | Amidon blanchi                                                                     | Stabilisant, épaississant, liant, émulsifiant |
| E1404            | Amidon oxydé                                                                       | Gélifiant, épaississant |
| E1405            | Amidon traité aux enzymes                                                          | Stabilisant, épaississant, liant, émulsifiant |
| E1410            | Phosphate d'amidon                                                                 | Gélifiant, épaississant |
| E1411            | Glycérol de diamidon                                                               | Gélifiant, épaississant |
| E1412            | Phosphate de diamidon                                                              | Gélifiant, épaississant |
| E1413            | Phosphate de diamidon phosphaté                                                    | Gélifiant, épaississant |
| E1414            | Phosphate de diamidon acétylé                                                      | Gélifiant, épaississant |
| E1420            | Amidon acétylé                                                                     | Gélifiant, épaississant |
| E1421            | Amidon acétylé à acétate de vinyle                                                 | Épaississant, émulsifiant |
| E1422            | Adipate de diamidon acétylé                                                        | Gélifiant, épaississant |
| E1423            | Glycérol de diamidon acétylé                                                       | Gélifiant, épaississant |
| E1430            | Diamidon glycériné                                                                 | Épaississant, stabilisant, interdit en UE |
| E1440            | Amidon hydroxypropyle                                                              | Gélifiant, épaississant |
| E1441            | Glycérine de diamidon hydroxypropylé ou hydroxy-propylique                         | Épaississant, stabilisant, interdit en UE |
| E1442            | Phosphate de diamidon hydroxypropyle                                               | Gélifiant, épaississant |
| E1443            | Glycérol de diamidon hydroxypropyle                                                | Gélifiant, épaississant |
| E1450            | Octényle succinate d’amidon sodique                                                | Stabilisant, épaississant, liant, émulsifiant |
| E1451            | Amidon oxydé acétylé                                                               | Stabilisant, épaississant, liant, émulsifiant |
| E1452            | Succinate octénylique aluminique d'amidon                                          | Anti-agglomérant, support d'additifs (additif utilisé pour modifier physiquement un autre additif ou un nutriment sans altérer sa fonction, pour le dissoudre par exemple), stabilisant |
| Divers suite     |                                                                                    | |
| E1503            | Huile de ricin                                                                     | Solvant de support, anti-agglomérant, agent de glaçage |
| E1504            | Cyclotétraglucose                                                                  | listé comme support dans la nomenclature du codex, mais pas listé comme additif. |
| E1504(i)         | Cyclotétraglucose                                                                  | |
| E1504(ii)        | Sirop de cyclotétraglucose                                                         | |
| E1505            | Citrate de triéthyle                                                               | Stabilisant de mousse |
| E1510            | Éthanol                                                                            | Agent antimicrobien (non listé au SIN en 2016) |
| E1517            | Diacétine, diacétate de glycéryle, glycéroldiacétate                               | Solvant |
| E1518            | Triacétine, triacétate de glycéryle                                                | Humectant |
| E1519            | Alcool benzylique                                                                  | Arôme |
| E1520            | Propylène glycol (propane-1,2-diol)                                                | Humectant, mouillant, dispersant |
| E1521            | Polyéthylène glycol, macrogol (polyéthane-1,2-diol)                                | Antimoussant |
| E1522            | Lignosulfonate de calcium, 40-65                                                   | listé comme support dans la nomenclature du codex, mais pas listé comme additif. |